# وو تشو

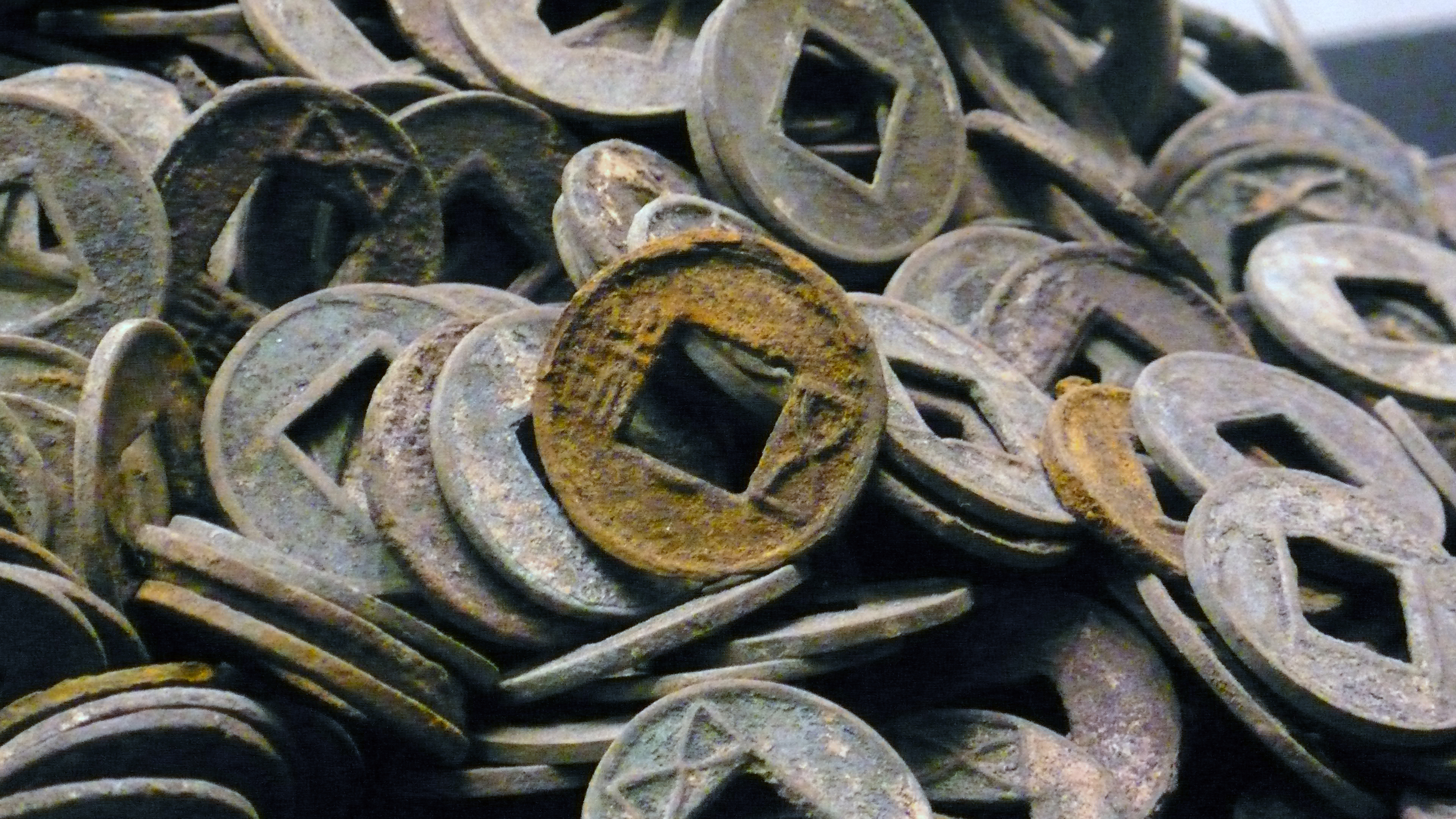
كومة من العملات النقدية وو تشو (五銖).

وو تشو ((بالصينية: 五銖؛ البينيين: wǔ zhū)) هو نوع من العملات النقدية الصينية التي أُنتِجَت في عهد أسرة هان في عام 118 قبل الميلاد عندما حلت محل العملات الكاش السابقة سان تشو (ثلاثة تشوقالب:Zhi)، والتي حلت محل بان ليانغ (半兩) العملات النقدية قبل عام،  حتى اُستُبدِلَت بعملات كاش كايوان تونغباو (開元通寳) من عهد أسرة تانغ في عام 621 م. اسم وو تشو يعني حرفيًا "خمسة تشو"، حيث أن تشو هي وحدة قياس تزن رسميًا حوالي 4 جرامات؛ ومع ذلك، في الواقع كانت أوزان وأحجام عملات وو تشو النقدية تختلف على مر السنين. خلال عهد أسرة هان، صُبَّت كمية كبيرة جدًا من عملات وو تشو، واستمر إنتاجها في عهد الأسرات اللاحقة حتى عهد أسرة سوي. 
عُلِّقَ إنتاج عملات وو تشو النقدية لفترة وجيزة في عهد أسرة شين من قبل وانغ مانغ ، ولكن بعد إعادة تأسيس أسرة هان، استؤنف إنتاج عملات وو تشو النقدية. واستمر تصنيعها لمدة 500 عام أخرى، بعد فترة طويلة من سقوط أسرة هان الشرقية.  انتهى سك العملة نهائيًا في عام 618 مع تأسيس أسرة تانغ. سُكَّت عملات وو تشو النقدية من عام 118 قبل الميلاد إلى عام 618 ميلاديًا، مما يمنحها فترة زمنية تبلغ 736 عامًا، وهي الأطول لأي عملة في تاريخ البشرية. 

## تاريخ

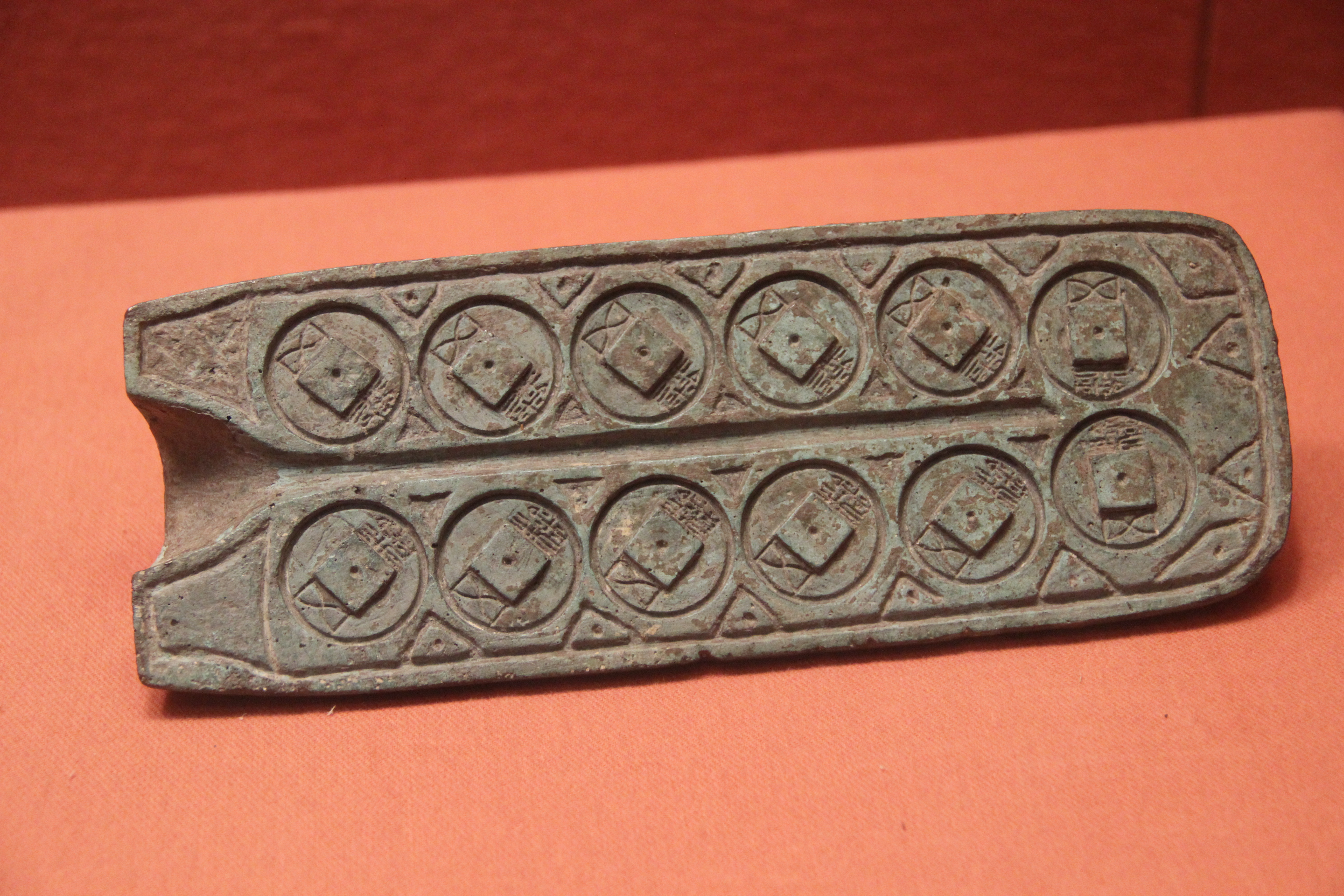
قالب العملة وو تشو، أسرة هان

### سلالة هان الغربية

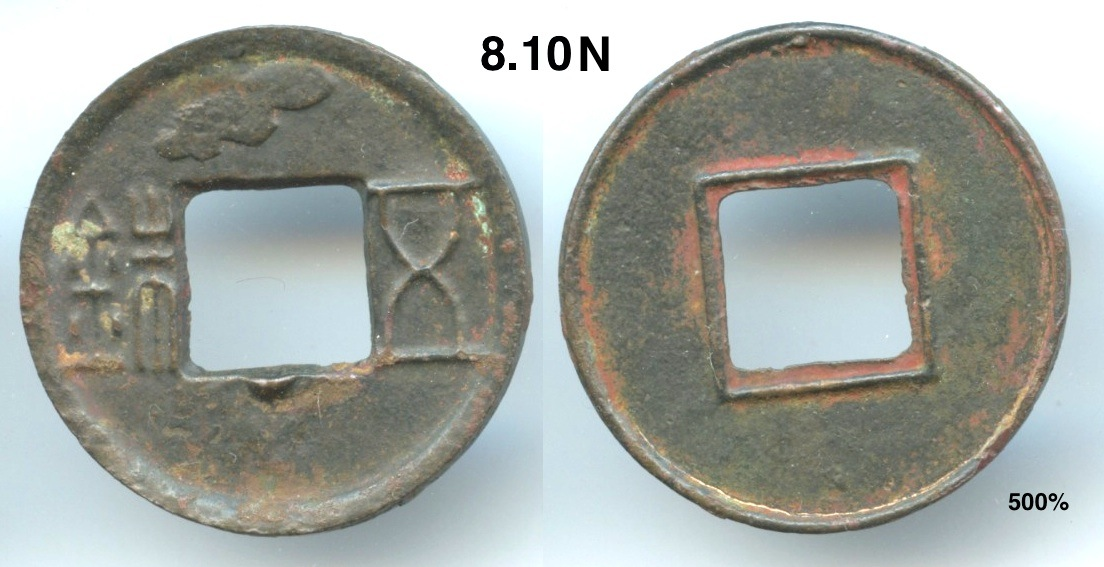
وو تشو عملة نقدية أصدرتها أسرة هان الغربية.

"وو" تعني "خمسة" و "تشو" كانت وحدة صينية قديمة للوزن تساوي 100 حبة من الدخن. تزن عملة كاش من فئة "خمسة تشو" حوالي 4 جرام (1⁄7 أونصة). في الأصل كان وزن كاش بان ليانغ 12 تشو حيث كان ليانغ ( تيل ) 24 تشو، ومع ذلك، بمرور الوقت انخفض وزن عملات كاش بان ليانغ تدريجيًا، لذلك قُدِّمَت عملات وو تشو كوحدة قياسية جديدة (بعد عملات سان تشو النقدية السابقة أو "3 تشو") في عهد الإمبراطور الإمبراطور وو.  أدى تقديم عملة وو تشو أيضًا إلى تثبيت التبادل القياسي بين العملات البرونزية والذهب حيث أن 10000 عملة كاش وو تشو البرونزية ستكون قيمتها 1 جين من الذهب. 
كانت عملات الكاش الأولى لوو تشو ذات حواف غير مصقولة، ولكن السلسلة الثانية الصادرة في عهد الإمبراطور وو كانت مصقولة. في عام 118 قبل الميلاد، أمرت الحكومة المركزية لسلالة هان كلا من الكوماندريات (قالب:Zhi) والإمارات (قالب:Zhi) بإلقاء عملات Wu Zhuوو تشو، لذلك يشار إلى عملات وو تشو هذه باسم قالب:Zhp التي يبلغ قطرها على الأكثر 33.3 ملم ووزنها 5.8 جرام. الميزة البارزة لعملات جون غوه وو تشو هي أنها تحتوي على حافة حول الثقب المركزي المربع للجانب الخلفي. أُضيفت هذه الحواف لمنع الناس من كشط المعدن من العملات المعدنية، مما قد يقلل من قيمتها. من السمات البارزة الأخرى لهذه العملات المبكرة من وو تشو هي أنها تميل إلى أن يكون لها حواف غير مصقولة، مما يجعل عملات الكاش هذه تمتلك حواف خشنة؛ كما أنها أثقل بشكل ملحوظ من عملات وو تشو المصبوبة في وقت لاحق.  في عام 115 قبل الميلاد أصدر الإمبراطور وو مرسومًا يقضي بأن تُسَك جميع عملات وو تشو النقدية بقيمة 5 عملات كاش. تُعرف هذه العملات المعدنية باسم قالب:Zhp أو قالب:Zhp لأنه أثناء تقديمها، اكتسبت حوافًا "حمراء" أو "أرجوانية" ظهرت عندما أصبح النحاس مرئيًا. ومن السمات الأخرى لهذه العملات النقدية أن حرف "وو" (五) يميل إلى أن يتكون من بعض الخطوط المستقيمة إلى حد ما.

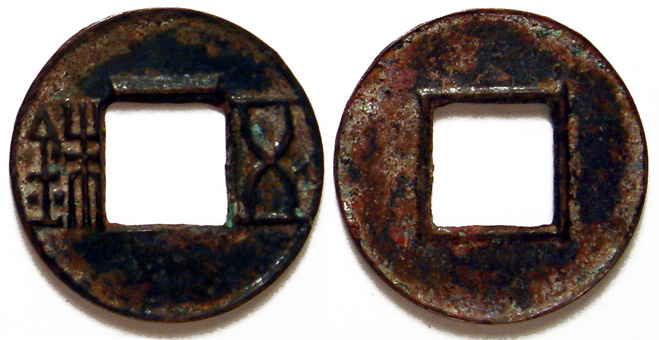
وو تشو عملة نقدية من صنع شانغ لين سان

ابتداءً من عام 113 قبل الميلاد، استعادت الحكومة المركزية السلطة الحصرية لتصنيع العملات. من هذه النقطة، بدأت مكاتب شانغ لين الثلاثة (قالب:Zhi) في إنتاج عملات كاش وو تشو. كانت قيمة عملات وو تشو الاسمية عبارة عن عملة واحدة، على عكس عملات تشي زي وو تشو، والتي كانت قيمتها الاسمية غير الواقعية خمسة عملات. تحتوي غالبية عملات شانغ لين سان جوان وو تشو على خط مرتفع فوق الفتحة المركزية المربعة على الجانب الأمامي من العملة. 
في عهد الإمبراطور شوان ‏، الذي دام من 73 قبل الميلاد حتى 49 قبل الميلاد، كانت أحرف وو صغيرة الحجم ومكتوبة بشكل ملحوظ بضربات ملتوية قليلاً لم تمتد إلى الخطوط الأفقية في الأطراف العلوية والسفلية.
في 123 عامًا بعد عام 118 قبل الميلاد، عندما قُدِّمَت عملات وو تشو النقدية لأول مرة، سُكَّت أكثر من 28 مليار عملة للتداول.  

### سلالة شين
بعد أن أطاح وانغ مانغ بسلالة هان من خلال سلالة شين الخاصة به، رغب في استبدال عملة وو تشو لسلالة هان الغربية.  ويعتقد أن هذا جزء من تحيزه ضد "الجين" ( (بالصينية: 金؛ البينيين: jīn؛ بالترجمة الحرفية 'gold')) الجذر (釒) في حرف قالب:Zhpمن هذا النقش، والذي كان أيضًا جزءًا مكونًا من حرف Liu (劉)، وهو اسم عائلة حكام بيت هان - الذي خلعه نسله وانغ مانغ للتو. وقد أدخل عدداً من الإصلاحات النقدية التي حققت درجات متفاوتة من النجاح. الإصلاح الأول، في عام 7 ميلادي، احتفظ بعملة وو تشو، لكنه أعاد تقديم نسختين من عملة السكين . خلال الإصلاح اللاحق، أُلغَيت عملات كاش وو تشو بالكامل، وفرض وانغ مانغ عقوبة الإعدام على أي شخص تجرأ على تداول أي عملات كاش وو تشو. ومع ذلك، نظرًا لأن نظام العملة الجديد الذي قدمه وانغ مانغ كان فوضويًا ومربكًا، فقد ظلت عملات وو تشو النقدية متداولة سرًا.   

### تشنغجيا
تُنسب عملة وو تشو الحديدية في تشنغجيا، والتي تشبه عملة وو تشو في عهد أسرة هان الغربية، إلى جونجسون شو ‏، الذي تمرد في سيتشوان في عام 25 ميلاديًا، وأصدر عملات معدنية حديدية، حيث يساوي اثنان منها عملة جيان وو وو تشو واحدة ((بالصينية: 建武五銖؛ البينيين: jiàn wǔ wǔ zhū)). كان رأس عنصر التشو مستديرًا، وهو ما يميز هان وو تشو الشرقي. في عام 30 بعد الميلاد، غنى شباب سيتشوان أنشودة: "الثور الأصفر! البطن الأبيض! دعوا عملات وو تشو النقدية تعود". وقد سخر هذا من رموز وانغ مانغ والعملات الحديدية لجونغسون شو، والتي سحبها إمبراطور هان الشرقي غوانغ وو في السنة السادسة عشرة من حكم جيان وو (40 م). وقد نُصح الإمبراطور بأن أساس ثروة أي بلد يعتمد على اقتصاد سياسي جيد، وهو ما ظهر في عملة وو تشو، ولذلك أعاد إصدار عملات كاش وو تشو. 

### سلالة هان الشرقية

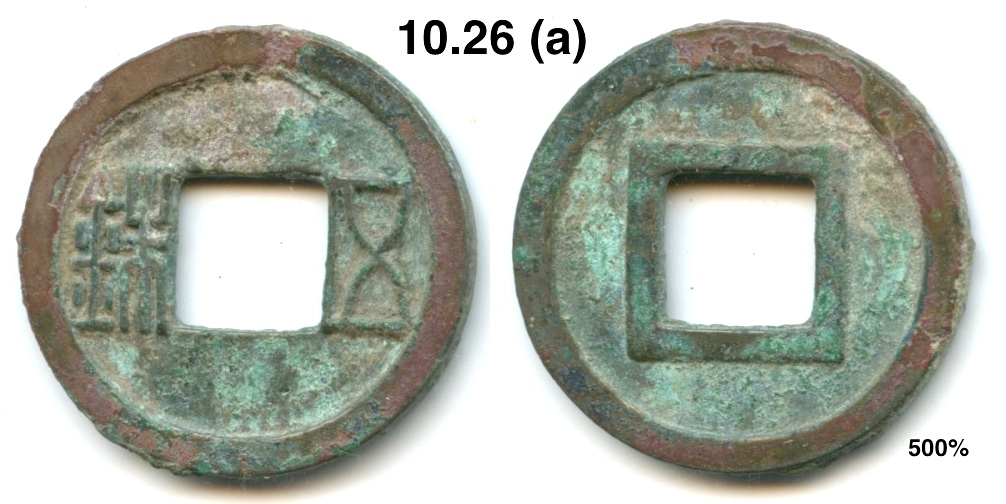
وو تشو عملة نقدية من عهد أسرة هان الشرقية.

بعد سقوط أسرة شين، استؤنف إنتاج عملات وو تشو النقدية في عهد الإمبراطور غوانغ وو ‏ الذي حكم من عام 25 حتى عام 56 بعد الميلاد.  في عهد أمير الحرب دونغ تشو (董卓), نُقِلَت عاصمة أسرة هان من لويانغ إلى مدينة تشانغآن (شيآن الحديثة). هناك، أمر بأن تُصهَر التماثيل البرونزية الكبيرة التي يعود تاريخها إلى عهد أسرة تشين، والتي يعود تاريخها إلى عهد الإمبراطور تشين شي هوانغ، لصنع عملات كاش صغيرة. كانت كمية كبيرة من عملات وو تشو صغيرة جدًا لدرجة أن الناس كانوا يطلقون عليها عادةً "عملات عين الإوزة" (قالب:Zhi) أو "عملات عين الدجاجة" (قالب:Zhi). وبما أن هذه العملات النقدية كانت صغيرة الحجم، فلم يتبق منها سوى نصف وو (五) تتناسب الأحرف الصينية والنصف الأيمن من الأحرف الصينية قالب:Zhp على هذه العملات المعدنية. ومن المهم أيضًا توضيح أن هذه عملات الكاش هذه ليست "عملات ذات حافة منحوتة" (قالب:Zhi)، حيث قُطِعَ الجزء الداخلي من عملات كاش وو تشو ذات الحجم العادي بحيث تشكل عملتي كاش منفصلتين. في الواقع، تُصَب عملات عين الإوزة/عين الدجاجة بهذه الطريقة الصغيرة، كما يتضح من بقايا القالب المعدني من عملية الصب على موضع الساعة الخامسة من حافتها. 

### الممالك الثلاثة

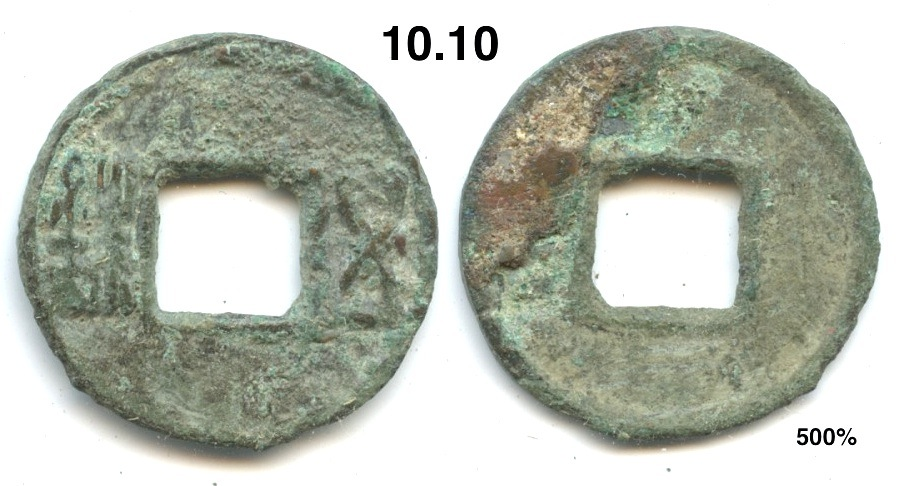
وو تشو عُثِرَ على عملة نقدية أصدرتها مملكة شو في سيتشوان.

كانت فترة الممالك الثلاث حقبة في التاريخ الصيني استمرت من عام 220 حتى عام 280 وتميزت بفترة من الانقسام بعد انهيار أسرة هان الشرقية.  تأسست مملكة شو هان بعد أن استولى ليو باي على السيطرة على مدينة تشنغدو. بعد الاستيلاء على المدينة مباشرة، اكتشف ليو باي أن الخزانة كانت فارغة تمامًا، مما يعني أنه لم يكن لديه الأموال اللازمة لنفقاته العسكرية. وقد اقترن هذا بنقص حاد في النحاس، وكان هذا النقص الحاد في النحاس سيئًا للغاية لدرجة أنه يُقال[مِمَن؟]
```
أنه من أجل تصنيع عملات الكاش حتى الخطافات التي كانت تستخدم لتعليق ستائر السرير كانت تُصهر لأن الحكومة كانت في حاجة ماسة إلى المعدن.
[
بحاجة لمصدر
]
[
 
بحاجة لمصدر
 
]
 لتغطية نفقات الدولة، أمر ليو باي بإنشاء عملات كاش 
قالب:Zhpوالتي
 كانت لها قيمة اسمية أو مائة عملة نقدية عادية. على عكس العملات السابقة لسلالة شين، والتي فشلت بشكل كارثي بسبب التفاوت الشديد بين القيمة الاسمية والقيمة الجوهرية، لم تكن عملات مملكة شو هان سيئة الاستقبال. كانت عملات كاش وو تشو التي أنتجها دونج تشو تزن حوالي غرام واحد فقط، وفي السابق كانت هناك دورة ابتليت بها الحكومات الصينية في محاولاتها لوضع نظام عملات ورقية حيث أصدرت الحكومة أولاً عملات كاش جديدة (ائتمانية)، ثم حددت الحكومة القيم، وعادة لا يقبل الناس هذه القيم المحددة، ثم أخيرًا لا تُتّداوَل العملة مما يتسبب في حدوث التضخم ويصبح التزوير مشكلة بارزة.
[
بحاجة لمصدر
]
[
 
بحاجة لمصدر
 
]
 تُقَسَّم تشي باي وو تشوس عادةً إلى نوعين "رفيع" و"سميك" اعتمادًا على سمك عملة الكاش. 
[
19
]
 ويعتقد أيضًا أن مملكة شو هان في عهد ليو باي سكّت نسخة مختلفة من عملة كاش وو تشو والتي كان لها حافة حول الفتحة المربعة التي يبلغ قطرها 21.7 ملم ووزنها حوالي 2.3 جرام. بسبب هذا الارتباط، تُعرف هذه العملات باسم عملات كاش 
قالب:Zhp
، ولكن نظرًا للاكتشافات الأثرية اللاحقة، لم يُؤخذ هذا الأمر بيقين مطلق. 
[
17
]
```

في مملكة كاو وي التي أسسها كاو كاو في عام 220، يُعتقد أن عملات وو تشو فقط كانت تُسك. وقد عُثِرَ على قوالب يرجع تاريخها إلى هذه الفترة، ومن المؤكد أن عملات كاش وو تشو كانت تُصب من السنة الأولى من فترة تايهي (227) حتى السنة الثانية من فترة شيانشي (265). 

### سلالة جين والممالك الست عشرة
في عهد سيما يان، وُحِّدَت الصين لفترة قصيرة من الزمن تحت حكم أسرة جين الغربية التي حكمت من لويانغ. تحسن الاقتصاد الصيني في ظل حكم جين، وعلى الرغم من عدم وجود سجلات تاريخية تذكر إنتاج العملات المعدنية في عهد جين، نظرًا لأن كمية عملات وو تشو النقدية القديمة التي كانت لا تزال متداولة لم تكن كافية، فمن المرجح أن الحكومة كانت ستضطر إلى سك عدد كبير من عملات الكاش من أجل تلبية الطلب القادم من السوق. يزعم القاموس الكبير لعلم العملات الصيني أن عملات كاش وو تشو كانت تُسك في مدينة تشنغدو في منطقة شو في عهد أسرة جين الغربية (التي تقع في سيتشوان الحديثة).  بعد صراع عائلي داخل عائلة سيما تسبب في حرب أهلية مدمرة، أصبحت الصين ضعيفة للغاية لدرجة أن " القبائل الخمس البربرية ‏ " من الشمال بدأت في غزو الأراضي في الصين وتأسيس دولها الخاصة بدءًا من فترة الممالك الستة عشر.

#### مملكة ليانغ السابقة
بدأت مملكة ليانغ السابقة ‏ في صب عملات كاش وو تشو، والتي كانت تُنسب تقليديًا إلى مملكة شو والمعروفة باسم عملات "شو وو تشو" النقدية. اُكتُشِفَت بعض عملات وو تشو هذهفي ممر هيكسي (في مقاطعة قانسو الحالية)، مما دفع علماء الآثار إلى الاعتقاد بأنها ربما صُبَّت في عهد تشانغ جوي ‏. 

### السلالات الشمالية والجنوبية
وبعد سقوط أسرة جين الشرقية، بدأت فترة الأسرات الشمالية والجنوبية في عام 420. في السلالات الجنوبية، كان من المعتاد أن يقوم الناس بإزالة الجزء الأوسط من عملات وو تشو النقدية لإنشاء عملتين منفصلتين.[بحاجة لمصدر] يُشار عادةً إلى الجزء المقطوع من الحلقة الخارجية من وو تشو باسم "حلقة خيط وو تشو" (قالب:Zhi )، بينما يُشار عادةً إلى العملة المعدنية المقطوعة من الجزء الداخلي باسم "حافة منحوتة وو تشو" (قالب:Zhi ) عملات نقدية أو باسم "حافة مقطوعة وو تشو" (قالب:Zhi ). كما أصبح الصب الخاص لعملات الكاش ممارسة شائعة خلال فترة السلالات الشمالية والجنوبية، مما أدى إلى وجود العديد من العملات النقدية البرونزية الصغيرة للغاية والرفيعة والهشة للغاية والتي سُكَّت بواسطة هذه الدور الخاصة. تُعرف هذه العملات النقدية باسم عملات "عين الإوزة" (قالب:Zhi) أو عملات "عين الدجاجة" (قالب:Zhi).   يذكر بينج شينوي ‏ رجلاً يُدعى جو شوان من سلالة ليانغ وكان من أوائل الذين كتبوا عن علم العملات الصيني.  كتب جو شوان عن عملات الكاش المتداولة في تلك الفترة، لكنه لم يذكر أي عملات كاش من عهد أسرة تشي.  يعتبر بينغ هذا بمثابة دليل على أن أسرة تشي لم تقم بسك أي من عملاتها النقدية الخاصة.  كانت عملات الكاش في هذه الفترة ذات مستوى فني عالٍ، وخاصة تلك التي أنتجتها أسرتا تشين وتشو. 
جميع عملات الكاش في هذه الفترة عادةً ما يكون لها حافة ضيقة.  ومع ذلك، خلال هذه الفترة كان سك العملة الخاص أكثر شيوعًا في السلالات الجنوبية منه في السلالات الشمالية، وهذا هو السبب في أن عملات وو تشو النقدية والعملات الأخرى في السلالات الجنوبية كانت أكثر تفاوتًا من تلك الموجودة في السلالات الشمالية. 
كانت جميع العملات المعدنية في تلك الفترة تحمل نفس نوع الخط المكتوب بخط الختم ‏. 

#### سلالة ليانغ
في عهد الإمبراطور وو من أسرة ليانغ، كان هناك نوعان من عملات كاش وو تشو التي كانت تُصنَع. بعضها كان له حافة خارجية والبعض الآخر لم يكن له. يشار إلى عملات كاش وو تشو التي لا تحتوي على حافة خارجية باسم "العملات المؤنثة" (قالب:Zhi). 
ابتداءً من عام 523 فصاعدًا، قررت حكومة أسرة ليانغ صب عملات كاش وو تشو المصنوعة من الحديد، لأن الحديد كان سهل الاستخدام نسبيًا وغير مكلف للحصول عليه في ما يُعرف اليوم بسيتشوان.  عملات الكاش الحديدية التي أصدرتها أسرة ليانغ مميزة تمامًا عن عملات الكاش الحديدية الأخرى، حيث تحتوي على 4 خطوط تشع للخارج من كل زاوية من زوايا الثقب المركزي المربع، مما يمنحها اسم "عملات الزوايا الأربع" (قالب:Zhi).  وبما أنه أصبح من الشائع جدًا أن يقوم الناس بصب عملات الكاش الحديدية بشكل خاص، لم يمض وقت طويل قبل أن تزداد كمياتها بشكل كبير لدرجة أنها تطلبت عربات محملة بعملات كاش وو تشو الحديدية لدفع ثمن أي شيء. حتى يومنا هذا، لا تزال عملات وو تشو هذه شائعة جدًا بسبب الإنتاج الخاص الواسع النطاق الذي ابتليت به مشكلات الحديد هذه. 

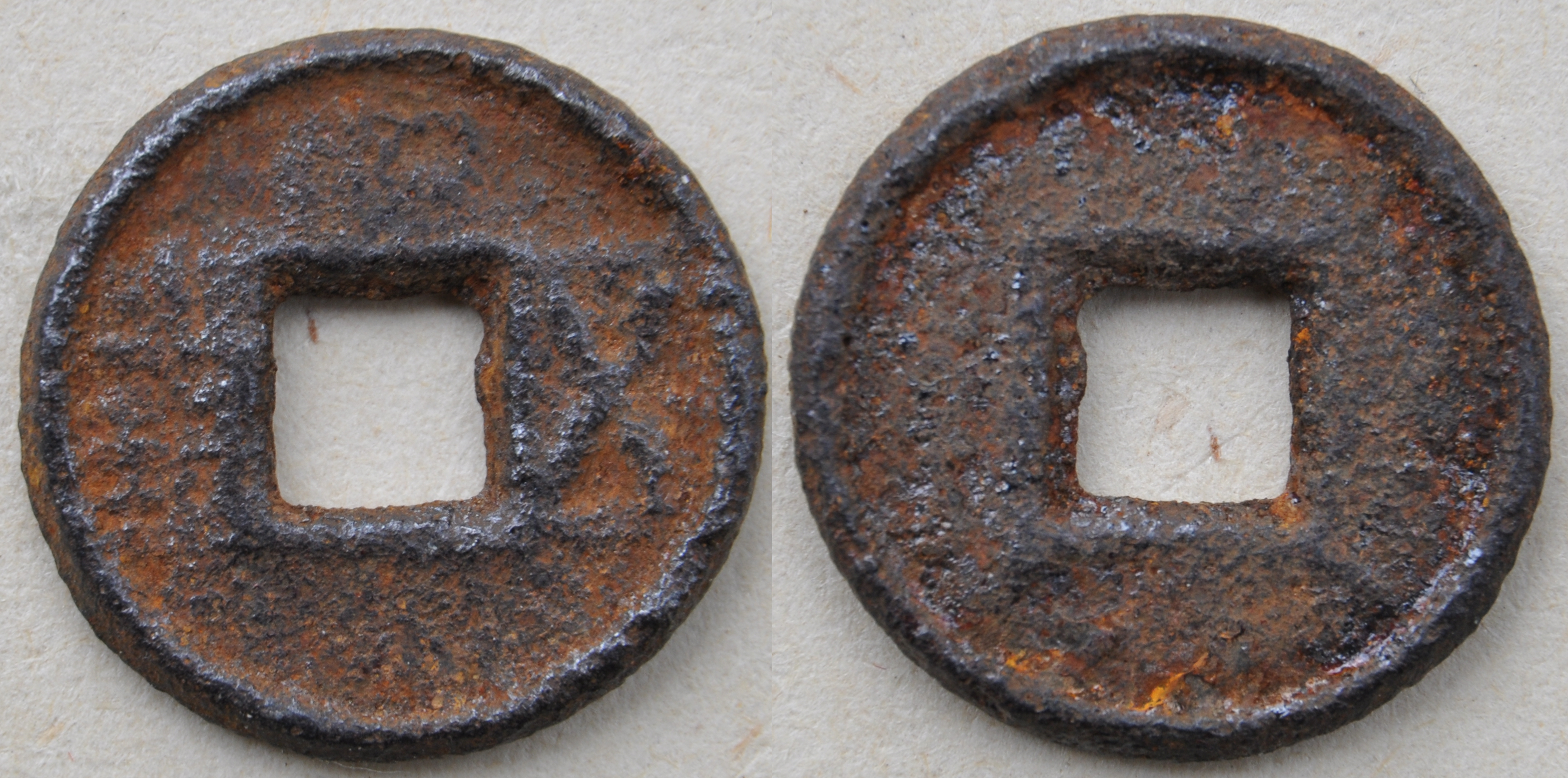
عملة كاش وو تشو حديدية في عهد أسرة ليانغ.

في عام 552م، في عهد الإمبراطور يوان، ‏ نُقِلَت العاصمة إلى مدينة جيانجلينج. أصدرت مؤسسة جيانجلينج للسك عملات كاشمن نوع وو تشو تحتوي على "نجمتين" (مصطلح يستخدم للإشارة إلى النقاط الموجودة على عملات الكاش) على الوجه الأمامي لعملة وو تشو. كان هناك "نجمة" واحدة تقع فوق الفتحة المركزية المربعة، وواحدة أسفلها ولهذا السبب تُعرف عادةً باسم "عملات وو تشو النقدية ذات العمودين" (قالب:Zhi).  كانت قيمة عملات وو تشو هذه اسميًا عشرة وو تشو عادية وهي نادرة نسبيًا اليوم. 

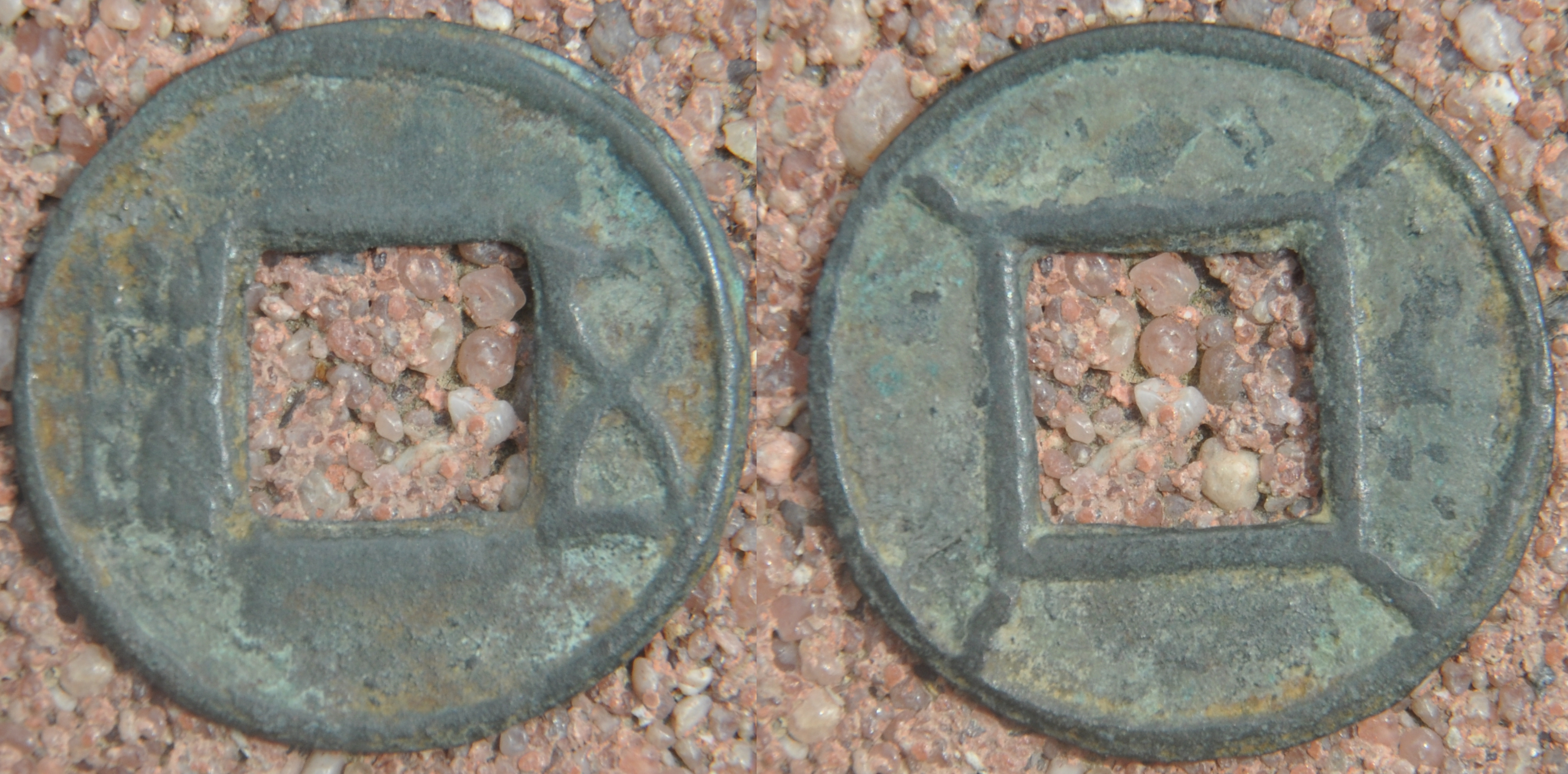
عملة وو تشو ذات الأعمدة الأربعة

ابتداءً من عام 557، في عهد الإمبراطور جينغ، ‏ أُنتِجَت عملات وو تشو النقدية التي تحتوي على "نجمة" واحدة فوق الفتحة المربعة و"نجمة" واحدة أسفلها على جانبي هذه العملات. تُعرف هذه العملات باسم "عملات كاش وو تشو ذات الأعمدة الأربعة" (قالب:Zhi) وكانت قيمتها الاسمية 20 عملة وو تشو نقدية عادية، ولكن بعد 10 أيام فقط من طرحها، كانت تتداول على قدم المساواة مع عملات وو تشو العادية.  كان هناك نوع آخر من "عملات كاش وو تشو ذات الأعمدة الأربعة" يحمل "النجوم" على الجانبين الأيسر والأيمن من فتحة المركز المربع.  اليوم، أصبحت "عملات كاش وو تشو ذات الأعمدة الأربعة" نادرة للغاية، حيث تعد تلك التي تحتوي على "النجوم" أعلى وأسفل الفتحة المركزية المربعة هي الأندر. 
أُنتِجَ نوع آخر من عملات وو تشو من عهد أسرة ليانغ المعروفة باسم "عملات كاش وو تشو ذات الأعمدة الثلاثة" (قالب:Zhi)، ومع ذلك نظرًا لعدم وجود سجلات تاريخية تذكرها، فمن غير المعروف متى أُنتِجَت على وجه التحديد، ويتكهن بعض علماء العملات الصينيين وغاري أشكينازي بأنها أُنتِجَت لمدة خمسة أيام فقط في عام 557 مباشرة بعد إنتاج "عملات كاش وو تشو ذات الأعمدة الأربعة" للتداول بقيمة 10 وو تشو عادية وكان لها ثلاثة "نجوم" لتمييزها عن "عملات كاش وو تشو ذات العمودين" السابقة والتي كان لها نفس القيمة الاسمية المبالغ فيها.  "عملات كاش وو تشو ذات الأعمدة الثلاثة" لها "نجمة" واحدة فوق و"نجمة" واحدة أسفل الفتحة المربعة في الوجه، بينما تحتوي على "نجمة" واحدة إلى اليسار مباشرة وتلامس الحافة التي تحيط بالفتحة المركزية المربعة على الجانب الخلفي من العملة.  أصبحت عملات الكاش هذه نادرة للغاية اليوم بسبب فترة إنتاجها القصيرة للغاية. 
لاحظ أنه على الرغم من قيمتها الاسمية العالية، فإن عملات كاش وو تشو "ذات العمودين"، و"ذات الثلاثة أعمدة"، و"ذات الأربعة أعمدة" كانت تزن عادةً أقل من غرامين أو ثلاثة غرامات، وكان هذا التفاوت بين قيمتها الاسمية والقيمة الجوهرية عاملاً مساهماً في تدهور اقتصاد أسرة ليانغ. 

#### سلالة تشين

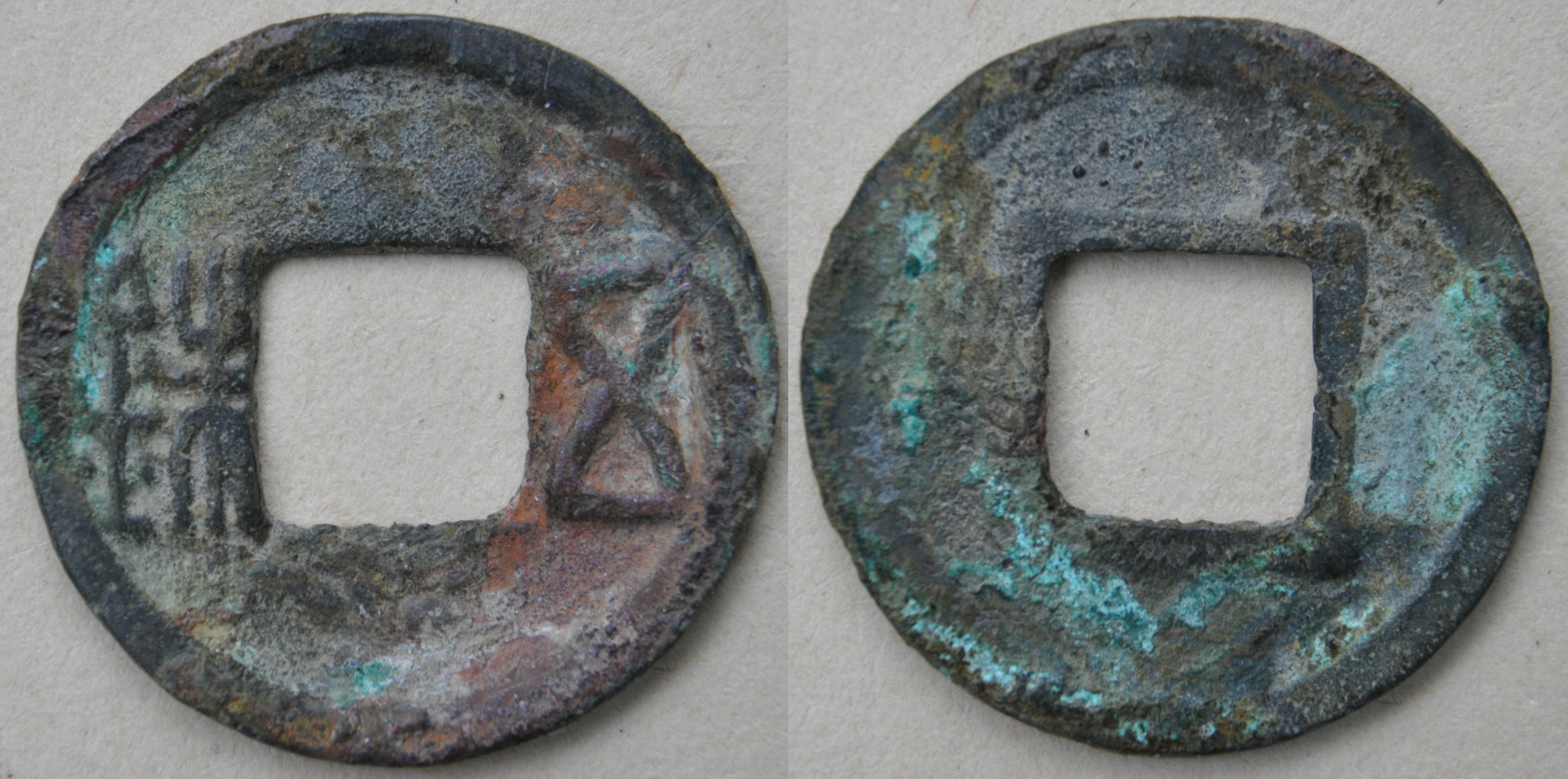
عصر أسرة تشين وو تشو عملة نقدية.

أنتجت أسرة تشين عملات كاش وو تشو التي كانت قيمتها الاسمية 10 "وو تشو عين الإوزة" و/أو "وو تشو عين الدجاجة" وكانت تُعرف باسم "عملات كاش وو تشو تيانجيا" (قالب:Zhi) لأنها أُنتجت خلال فترة تيانجيا للإمبراطور وين ‏. ومع ذلك، نظرًا لعدم وجود عينة واحدة منها اليوم، فمن غير المعروف كيف كانت تبدو عملات وو تشو هذه التي تعود إلى عصر تيانجيا. يُعتقد أن عملات وو تشو من عصر تيانجيا كانت كبيرة نسبيًا ولها حافة حول الفتحة المركزية المربعة على الجانب الأمامي من العملة المعدنية والتي كانت تشبه بشكل عام عملات كاش تايهو ليوتشو (قالب:Zhi). يُعتقد تاريخيًا أن عملات كاش وو تشو التي تناسب هذا الوصف قد أُنتِجَت خلال عصر تيانجيان (502-519) في عهد أسرة ليانغ في عهد الإمبراطور وو. وبما أن عملات كاش وو تشو التي تناسب هذا الوصف عُثِرَ عليها في قوانتشونج، شنشي، فقد اقترح البعض أنها ربما تكون قد أنتجت في عهد أسرة تشو الشمالية.
في عهد الإمبراطور شوان ‏ في عام 579، سُكَّت عملات كاش من نوع تايهو ليوتشو (قالب:Zhi) والتي كانت قيمتها الاسمية في الأصل 10 عملات وو تشو، ولكن قيمتها الاسمية انخفضت لتصبح مساوية لعملة وو تشو. تعتبر عملات كاش تايهو ليوتشو بمثابة "جوهرة التاج" لعملات السلالة الجنوبية بسبب جودة الخط الخاص بها. نظرًا لأن نسخة النص الختمي ‏ للحرف "ستة" (قالب:Zhi) كانت تبدو مشابهة لإنسان يقف مستديرًا، مما ألهم القول المعاصر بأن هذا يرمز إلى عامة الناس الذين يقفون في هذا الوضع أمام الإمبراطور ويصرخون بأن القيمة الاسمية لتايهو ليوتشو كانت مرتفعة للغاية. توجد نسخة نادرة للغاية من عملة الكاش هذه تحمل فقط نقش ليو تشو (قالب:Zhi)؛ هذه العملة في الواقع نادرة للغاية لدرجة أنه لم يُبلَغ إلا عن وجود عينة واحدة منها على الإطلاق. 

#### سلالة وي الشمالية

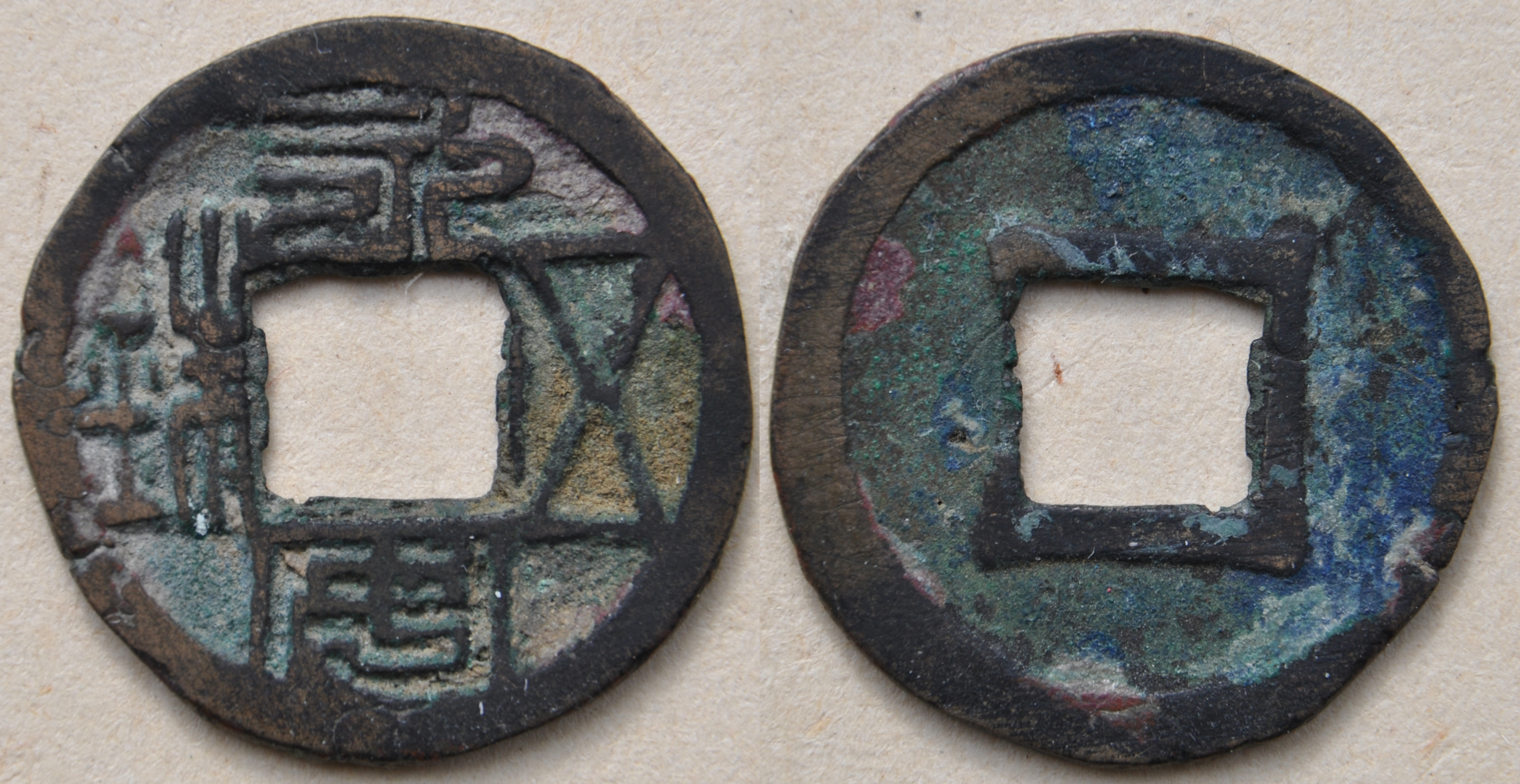
يونغان وتشو عملة كاش أصدرتها أسرة وي الشمالية.

كانت سلالة وي الشمالية دولة يحكمها شيانبي تحت حكم عشيرة توبا التي تبنت النظام الإداري للصينيين من الهان وحتى أنها أنشأت عاصمتها في لويانغ، وهي المدينة التي كانت عاصمة العديد من السلالات الصينية السابقة وأمرت شعبها بتبني كل من الأزياء واللغة الصينية.  خلال هذه الفترة أمر الإمبراطور شياو وين ‏ بإصدار تايهي ووتشو (قالب:Zhi) كجزء من عملية التصيين هذه.  هناك نسخة مزعومة من تايهو ووتشو تحتوي على الحرف الصيني "تاي" (太) مكتوبة بأسلوب خطي يشبه أسلوب "تاي" الموجود على عملة تايهو ليوتشو (قالب:Zhi) النقدية التي أصدرتها أسرة تشين .  ومع ذلك، بما أن الدليل الوحيد المتعلق بوجود هذه العملة النقدية يأتي من النقوش الموجودة في كتالوجات العملات القديمة، فمن المتوقع أنها ربما لم تكن حقيقية.  تميل عملات تايهي ووتشو إلى أن تكون مصنوعة بشكل بدائي إلى حد ما وتختلف في الحجم والوزن.  تبلغ العينات الأكبر حجمًا عادةً حوالي 2.5 سم في القطر وتزن حوالي 3 غرام.  تبلغ عينات تايهي ووتشو الأصغر حجمًا حوالي 2 سم في القطر وتزن 2.3 غرام.  الخط الموجود على نقشها هو مزيج من كل من الخط الصيني الختمي ‏ والخط الكتابي، والذي يشتمل على نمط شواهد وي الكلاسيكي (魏碑体).  كانت عملات تايهي ووتشو النقدية متداولة فقط في المناطق المحيطة بلويانغ ولم تصبح العملة الوطنية لسلالة وي الشمالية بأكملها مما أدى إلى ندرة هذه العملات نسبيًا. 
بدأت أسرة وي الشمالية في إصدار عملات كاش وو تشو (五銖 بشكل منتظم) في عام 510 ولكن من غير المعروف حاليًا ما هي الخصائص الخاصة التي كانت لهذه العملات لتمييزها عن عملات وو تشو الأخرى. 
أمر الإمبراطور شياو تشوانغ ‏ بإنشاء يونغان ووتشو في عام 529، وهو ما كان خلال فترة يونغان (528-530)، على الرغم من حقيقة أن الحكومة ذات القوة السلطوية لسلالة وي الشمالية كانت في ورطة مع استمرار تمرد المدن الحدودية الستة ‏ لمدة عقد من الزمان. بعد أن أُجبر الإمبراطور شياو وو ‏ على الفرار من لويانغ في عام 534 انقسمت البلاد إلى سلالة وي الغربية ‏ وسلالة وي الشرقية، وعلى الرغم من حقيقة أن أياً من الدولتين لم تكن موجودة لفترة طويلة من الزمن فقد استمرت كل منهما في إصدار عملات كاش يونغان ووتشو إلى الحد الذي أصبحت فيه كميات كبيرة وعدد كبير من الأصناف موجودة، فضلاً عن حقيقة أن عملات كاش يونغان ووتشو لا تزال شائعة للغاية اليوم. 

#### سلالة وي الغربية

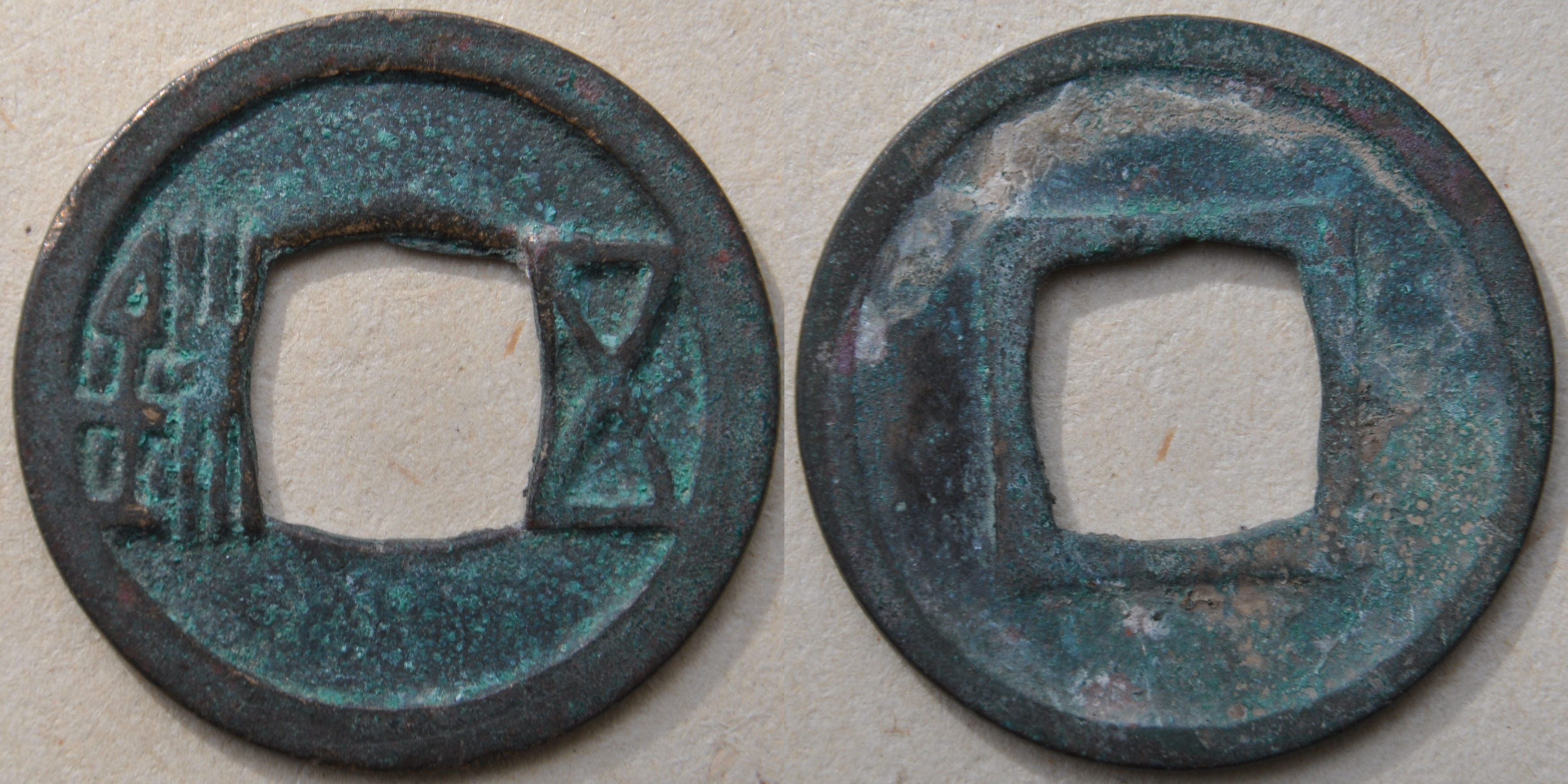
عملة كاش وو تشو صدرت في عهد الإمبراطور ون.

استمرت سلالة وي الغربية ‏ لفترة وجيزة من عام 535 حتى عام 556، وتذكر السجلات التاريخية أن عملة كاش من نوع وو تشو سُكَّت خلال فترة داتونغ (535-551) والتي كان لها نمط خطي يشبه نمط عملات كاش يونغان وو تشو السابقة وكذلك عملات سوي وو تشو. من السمات المميزة لهذه "عملات كاش داتونغ وو تشو" (قالب:Zhi) هي حقيقة أنها تحتوي على حافة خارجية عريضة مع حافة داخلية فقط بواسطة "وو" (五) حرف على الجانب الأيمن من فتحة مركز المربع. 

#### سلالة تشي الشمالية
كانت سلالة تشي الشمالية دولة أسسها الإمبراطور وينشوان ‏ والتي استمرت من عام 550 حتى عام 577، ومنذ عام 553 سُكَّت العملات النقدية تشانغبينغ ووتشو (قالب:Zhi). 

### سلالة سوي

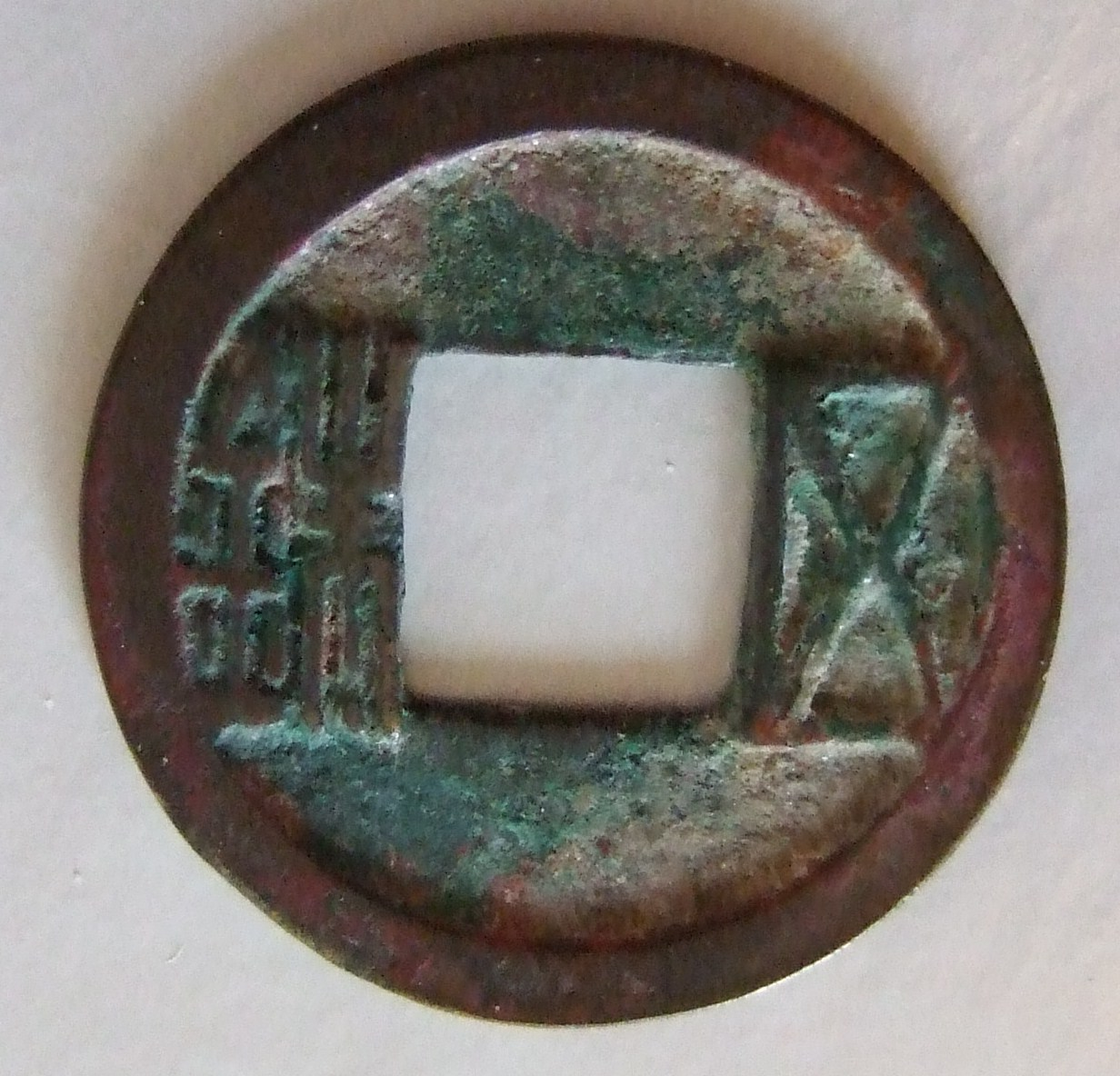
عملة كاش وو تشو مُنتجة في عهد الإمبراطور ون.

أعيد توحيد الصين في عهد أسرة سوي (581-618). في ظل هذه الأسرة قصيرة العمر، بدأت العديد من الإصلاحات التي أدت إلى النجاح اللاحق لسلالة تانغ.  العملة الوحيدة المرتبطة بسوي هي عملة وو تشو.  كانت أسرة سوي تصب نوعًا واحدًا فقط من العملات المعدنية، وهي عملة وو تشو ذات الحافة العريضة والتي عُثِرَ عليها في الحفريات التي أشارت بوضوح إلى أنها تنتمي إلى فترة سوي.  يعتقد الباحث الصيني في علم العملات بينج شين وي أن عملة وو تشو في فترة أسرة سوي قد اُقتُبِسَت من وي الغربية، لأنه يقال في تاريخ سوي أن عملة وو تشو كانت متداولة بالفعل في العام الأول من سوي، وأن عملات كاش جديدة إضافية سُكَّت في نفس الوقت. 
أصدر الإمبراطور وين مرسومًا يقضي بإنتاج عملات كاش وو تشو في السنة الأولى من فترة كايهوانغ (581 في التقويم الغريغوري)، إلى جانب تقديم عملة كاش وو تشو الجديدة هذه، كانت العملات القديمة تُفقد قيمتها تدريجيًا ومع غزو أسرة تشين، أصبحت العملات المعروفة الآن باسم "عملات كاش سوي وو تشو" (قالب:Zhi) العملة الوحيدة المتداولة في جميع أنحاء الصين.  كان السبب وراء قيام الإمبراطور ون بتقديم وو تشو جديد هو أن عملات الكاش الائتمانية لأسرتي تشو الشمالية وتشين وضعت الاقتصاد في حالة سيئة وضُبِطَت عملات وو تشو على الوزن الأصلي البالغ 2 غرام.  عُرفت أولى عملات وو تشو باسم "عملات كاش كاي هوانغ وو تشو" (قالب:Zhi) بسبب عام تقديمها، وفي وقت لاحق سمح الإمبراطور وين لإمارات سلالة سوي بصك عملات وو تشو الخاصة بها.  أُنشِئَت دور سك إضافية في محافظات مختلفة، وعادة ما كان كل منها يحتوي على خمسة أفران. فُحِصَ الكاش بشكل متكرر للتأكد من جودته من قبل المسؤولين. ومع ذلك، بعد عام 605، تسبب سك العملة الخاصة مرة أخرى في تدهور العملة.  لا تزال عملات كاش وو تشو هذه شائعة جدًا اليوم، ومن المرجح أنها صُنِّعَت بأعداد هائلة. إن نسيج وو تشو من سلالة سوي لا يشبه نسيج أي عملات كاش صينية سابقة، ولكنه يشبه نسيج الغالبية العظمى من العملات الصينية المنتجة في وقت لاحق. تميل حواف هذه عملات الكاش الصينية هذه إلى أن تكون عريضة ومسطحة، في حين أن عملات الكاش الصينية السابقة عادة ما تكون ذات حواف رقيقة ومستديرة إلى حد ما. يُحَدَّد النسيج الأساسي للعملة المعدنية من خلال تقنيات سك العملة المستخدمة في إنتاجها، وقد أُنتِجَت وو تشو من سلالة سوي باستخدام تقنية صب جديدة تمامًا. 
من بين أصناف وو تشو من عصر أسرة سوي، هناك نوع واحد مصنوع بشكل جيد بشكل خاص ويتكون مما يسميه الصينيون "النحاس الأبيض" (قالب:Zhi) وبالتالي يُعرف باسم عملات نقدية "باي تشيان وو تشو" (قالب:Zhi) ويُعتقد أنه صُنِّعَ في منطقة جيانجنان. الحرف الصيني "وو" (五) على هذه العملات المعدنية يكون أكثر انحناءً قليلاً حيث تتقاطع الخطوط. من المعروف أن عملات كاش وو تشو من سلالة سوي كانت تُنتج بأحجام أكبر وأصغر، وقد أُنتِجَت عملات وو تشو الأصغر والأخف وزنًا في وقت لاحق حيث كانت البلاد تواجه نفقات أعلى وخفضت قيمة العملات، وقد تُدُوِّلَت آخر عملات كاش وو تشو من سلالة سوي جنبًا إلى جنب مع العملات المرتجلة مثل قصاصات الحديد، والورق، والجلد. 

## قائمة أنواع عملات وو تشو
من المعروف أن هناك ما يقرب من 900 نوع مختلف وأكثر من 1800 صنف من عملات كاش وو تشو ومشتقاتها.
قائمة المتغيرات من عملات وو تشو النقدية:  
- جون قوه وو تشو (الصينية: 郡國五銖؛ بينيين: jùn guó wǔ zhū) (118–115 قبل الميلاد) هو نوع من العملات المعدنية الكبيرة والثقيلة، بحواف غير مصقولة. أحيانًا تكون الجهة الخلفية بدون إطار. يُعتَبَر أقدم عملة من نوع وو تشو. ووفقًا لكتاب تاريخ الهان، ففي عام 118 قبل الميلاد أُصدرت أوامر إلى الولايات (جون) والإمارات (قوه) بسكّ عملات من فئة خمسة تشو، مزوّدة بحافة دائرية، بحيث يستحيل قطع أطرافها لانتزاع القليل من النحاس.
- تشي تسه وو تشو (赤仄五銖؛ chì zè wǔ zhū) (115–113 قبل الميلاد) عملة أخف وزنًا من سابقتها، وتjميّز بحواف مصقولة. وتذكر سجلات الهان أنه في عام 115 قبل الميلاد طُلِب من دار السك في العاصمة إصدار عملات "تشي تسه"، بحيث تعادل الواحدة منها خمس عملات محلية. ولم يُسمح بتداول غيرها. وتعني تشي تسه "الحافة الحمراء" أو "الحافة اللامعة"، في إشارة إلى النحاس الأحمر الذي يظهر عند صقل الحواف. وقد عُثِر على بعض من هذه العملات في قبر ليو شنغ، أمير تشونغشان، الذي تُوفي عام 113 قبل الميلاد.[30]
- شانغ لين سان غوان وو تشو (上林三官五銖؛ shàng lín sān guān wǔ zhū) (منذ عام 113 قبل الميلاد) تشير إلى "الدوائر الثلاث" في منتزه شانغ لين، وهي: دائرة سكّ العملات، ودائرة فرز النحاس، ودائرة تحقيق توازن الأسعار.[31] أُحصر السكّ في السلطات المركزية. وغالبًا ما تحمل هذه العملات إطارًا بارزًا عند الجزء العلوي من الثقب في الوجه الأمامي. وكانت جودتها عالية جدًا، حتى إن تزويرها لم يكن مربحًا إلا للحرفيين المهرة، أو المجرمين الكبار، أو اللصوص. وأُمر بصهر جميع العملات السابقة ونقل النحاس إلى شانغ لين.
- عملات وو تشو (سنة 25 ميلادية): حتى بعد انتهاء حكم وانغ مانغ (انظر أدناه)، ظلّ نظام العملات في حالة فوضى. فقد استُخدم القماش، والحرير، والحبوب كوسائل للدفع إلى جانب العملات. غير أن الكاش كان مقياس الثروة المعتاد، واُستُخدِم بكميات كبيرة. فعندما واجه يانغ بينغ (92–195) ضائقة مالية، قُدِّم له هدية مقدارها مليون كاش. واستمر إصدار عملات وو تشو، إلى جانب عملات أخرى، حتى نهاية القرن السادس. ويمكن إرجاع بعض العملات إلى عهود أو أحداث معينة، أما الكثير منها فلا يمكن تحديده بدقة.
- الوو تشو الحديدي:، الذي يشبه عملة أسرة هان الغربية، يُنسَب إلى غونغسون شو، الذي تمرّد في سيتشوان عام 25م، وأصدر عملات حديدية، حيث كانت القطعتان منها تعادلان عملة واحدة من «جيان وو وو تشو» (建武五銖؛ jiàn wǔ wǔ zhū). كان رأس عنصر «تشو» مستديرًا، وهو الشكل النموذجي لعملات وو تشو في عهد هان الشرقية. وفي عام 30م، أنشد شباب سيتشوان أُغنية تقول: «الثور الأصفر! البطن الأبيض! فلتعُد عملات وو تشو». وقد سخرت هذه الأغنية من رموز وانغ مانغ وعملات غونغسون شو الحديدية، التي سُحبت بأمر من الإمبراطور غوانغوو من أسرة هان الشرقية في السنة السادسة عشرة من جيان وو (40م). وقد نُصِح الإمبراطور بأنّ أساس ثروة البلاد يكمن في الاقتصاد السياسي الجيد، والذي وُجد في نقود وو تشو القديمة الجيدة، فأُعيد إصدار هذه العملات.

- سي تشو وو تشو (四出五銖؛ sì chū wǔ zhū؛ وتعني «خمس تشو ذات الزوايا الأربع») تميّزت بأربعة خطوط على الوجه الخلفي تشعّ من زوايا الثقب المركزي. ويُنسَب إصدارها إلى الإمبراطور لينغ من أسرة هان الشرقية، في عام 186م. وقيل إن الخطوط الأربعة ترمز إلى تدفّق الثروة من مدينة مهدّمة — كناية عن سقوط سلالة هان.

- توجد فئة من عملات كاش وو تشو تحمل خطًا أفقيًا طويلاً وبارزًا على الوجه الأمامي، فوق الثقب المربّع مباشرة. يبلغ قطر هذا النوع عادة حوالي 20.6 ملم، ويزن نحو 1.7 غرام.

- وهناك نوع آخر من عملات كاش وو تشو يتميّز بثلاثة خطوط مائلة فوق، وثلاثة خطوط مائلة أسفل الثقب المربّع. هذه الخطوط المائلة بارزة عن السطح، ما يعني أنها صُمّمت ضمن قالب العملة أثناء إنتاجها. وتُشبه هذه الخطوط الرموز الظاهرة على عملات بان ليانغ في عهد أسرة هان الغربية. ويبلغ قطر هذا النوع من العملات نحو 23 ملم، ووزنه حوالي 1.8 غرام.

- كما توجد أنواع من عملات كاش وو تشو تعود إلى عهد أسرة هان الشرقية وتحتوي على أربعة خطوط (أو نقاط ممدودة) على يسار الثقب المربّع من الوجه الخلفي. وتُشبه هذه الرموز الصينية القديمة تلك الظاهرة على بعض عملات بان ليانغ من عهد هان الغربية. ويميل قطر هذه العملات إلى أن يكون نحو 22.6 ملم، ووزنها حوالي 1.4 غرام.

- وهناك نوع من عملات كاش وو تشو يحتوي على أربعة خطوط مائلة تمتد من كل زاوية من زوايا الثقب المربّع حتى الحافة على الوجه الخلفي للعملة. وتُعرف هذه التقنية بالصينية باسم «سي تشو» (四出)، فـ«سي» (四) تعني «أربعة»، و«تشو» (出) تعني «خروج». وتُعرف هذه العملة أيضًا باسم «عملة الزاوية» (角钱)، ويُعتقَد أن إنتاجها جرى عام 186م في عهد الإمبراطور لينغ من أسرة هان الشرقية. وبما أنّ المدن الصينية القديمة كانت محصّنة بأسوار للحماية من الهجمات الخارجية، يُقال إن الثقب المربّع في وسط العملة يُمثّل المدينة، بينما ترمز الخطوط الأربعة الخارجة إلى الثروة المُتسرّبة، في دلالة على انهيار سلالة هان الشرقية عام 220م. ويبلغ قطر هذه السلسلة من عملات وو تشو كاش نحو 25 ملم، ووزنها حوالي 3.1 غرام.

- وهناك نوع آخر من عملات كاش وو تشو «سي تشو» (四出) أو «عملات الزوايا» يحمل أيضًا أربعة خطوط خارجة من الثقب المربّع، لكن هذا النوع مصنوع من الحديد. أُنتِج هذا النوع تحديدًا في عام 523م خلال حكم الإمبراطور وو من أسرة ليانغ (وهي دولة وُجدت من عام 502م حتى عام 557م). ويميل قطر هذا النوع من العملات إلى أن يكون نحو 20.5 ملم، ووزنه حوالي 2.6 غرام.

- تحتوي بعض أنواع عملات كاش وو تشو على حروف صينية أو رموز صينية قديمة أخرى. فهناك نوع من عملات وو تشو تعود إلى عهد أسرة هان الشرقية يحتوي على الحرف الصيني «شياو» (小) والذي يمكن ترجمته إلى «صغير»، ويقع فوق الثقب المربّع. وقد تكون مثل هذه العلامات قد استُخدمت لتحديد المنطقة أو الحدود التي يُسمَح بتداول هذه العملات داخلها، ولمنعها من الخروج. يبلغ قطر هذه العملات نحو 24.3 ملم، ويصل وزنها إلى نحو 2.1 غرام.

- وهناك نوع من عملات وو تشو أُنتِج خلال عهد أسرة هان الشرقية يحتوي على الحرف الصيني «وانغ» (王) على الوجه الخلفي، ويدور بزاوية 90 درجة تحت الثقب المربّع. وقد يُترجَم «وانغ» إلى «ملك»، لكنه أيضًا من الألقاب الشائعة في الصين. وفي هذا السياق، يظهر الحرف بارزًا عن سطح العملة، ما يشير إلى أنه نُقِش ضمن قالب الصب. ويبلغ قطر هذا النوع نحو 22.7 ملم، ووزنه الوسطي نحو 2 غرام.
- يوجد نوع من عملات كاش وو تشو نُقِش عليه الحرف الصيني «غونغ» (工)، الذي يعني «العمل» أو «الصناعة»، أسفل الثقب المربّع في الوجه الأمامي للعملة. وقد نُفّذ هذا الحرف بأسلوب «بارز» (阳文)، أي أنه صيغ ضمن قالب الصب مثل بقية النقوش الصينية على العملة. يبلغ قطر هذا النوع عادة حوالي 23.7 ملم، ويزن نحو 2.3 غرام.

- وهناك نوع آخر من عملات كاش وو تشو يحتوي أيضًا على الحرف المميز «غونغ» (工)، لكن موقعه في هذا النوع هو على الوجه الخلفي للعملة، تحت الزاوية السفلية اليسرى للثقب المربّع. يبلغ قطر هذه العملة عادة نحو 26 ملم، ووزنها نحو 2.8 غرام.
- توجد فئة من عملات كاش وو تشو تحمل رموزًا صينية قديمة تُعتبَر رموزًا للتفاؤل، وهي الصليب المعقوف (卍) الذي يظهر فوق وتحت الثقب المربّع. في الثقافة الصينية، يرمز الصليب المعقوف إلى الحرف الصيني «وان» (万) والذي يعني «عشرة آلاف». ويدل المعنى الممتد لـ«وان» إلى «الكلّ» أو «جميع الأشياء» كما استُخدم في نصوص الطاوية الكلاسيكية مثل داو ده جينغ (道德經) لـ"لاو تسي". يبلغ قطر هذه العملات نحو 23.5 ملم، ووزنها حوالي 2.3 غرام.
- شو وو تشو (蜀五銖؛ shǔ wǔ zhū) تَحمل الحرف «تشوان» (川؛ chuān) على الوجه الأمامي، أو الأرقام من 1 إلى 32 على الوجه الخلفي، منقوشة بأسلوب محفور. ويُنسَب هذا النوع إلى دولة شو هان (221–265م) استنادًا إلى مواقع اكتشافه في قانسو.

- دانغ ليانغ وو تشو (當兩؛ dāng liǎng؛ تعني: تعادل اثنين) هي عملة سميكة وكبيرة، وزنها الاسمي 8 تشو. ويُنسَب إصدارها إلى الإمبراطور ون من أسرة سونغ في الجنوب، حيث أُنتِجت عام 447م كإجراء ضد التزوير في سكّ النقود.
- توجد عملة كاش وو تشو تحتوي على الحرف الصيني «تين» (十) منقوشًا فوق الثقب المربّع في وجهها الأمامي. وقد أُضيف الحرف بعد إنتاج العملة. يبلغ قطر هذه العملة نحو 25.9 ملم، ووزنها حوالي 2.8 غرام.

- كما يوجد نوع آخر من عملات كاش وو تشو يحتوي على الحرف «عشرة» (十) على الوجه الخلفي، بارزًا فوق سطح العملة، وموقعه فوق الثقب المربّع. ويبلغ قطر هذه الفئة من العملات نحو 22 ملم، ووزنها حوالي 1.4 غرام.
- وتوجد سلسلة من عملات كاش وو تشو تحتوي على الحرف «عشرة» (十) بأسلوب محفور فوق الثقب المربّع على الوجه الخلفي. ويبلغ قطر هذه العملات نحو 24.5 ملم، ووزنها حوالي 2 غرام.

- توجد أنواع متعددة من عملات وو تشو (五銖) التي تتضمن أرقامًا تُعرف بـ"أرقام العصا" أو "الأعداد الخطّية" (rod numerals)، وهي شكل قديم من أشكال كتابة الأعداد في اللغة الصينية كان يُستخدم أساسًا في الحسابات. وتظهر هذه الرموز أحيانًا على العملات النقدية الصينية القديمة. من بين هذه الأنواع، هناك نوع محدد من عملات وو تشو صُكّ في عهد أسرة هان الشرقية، وتتميّز هذه العملة بوجود أربعة خطوط عمودية محفورة (مقروطة أو منقوشة) أسفل الثقب المربّع في مركز العملة. ومعنى كلمة "محفورة" هنا أن الخطوط قد نُقشت أو قُطعت داخل سطح العملة بعد عملية الصب. لا يزال الغرض من ظهور هذه الخطوط في بعض العملات القديمة غير واضح، غير أنه عند مقارنة العملات التي تحمل خطًا واحدًا (一)، أو خطين (二)، أو ثلاثة خطوط (三)، وهي نفس أشكال الأعداد الصينية التقليدية، يمكن الاستنتاج أن وجود أربعة خطوط ربما يُمثّل العدد "أربعة" في نظام الأرقام الخطّية القديم، رغم أن هذا الشكل لا يُستخدم في الصينية الحديثة. لذلك يُعتقد أن الخطوط الأربعة في هذا النوع من عملات وو تشو تُجسّد الرقم "أربعة" كما كان يُكتب في نظام العدّ القديم باستخدام العصي، ويُرجَّح أن الخطوط الواحدة أو الثنائية أو الثلاثية في العملات الأخرى تمثل كذلك أرقامًا في نفس النظام. يبلغ قطر هذا النوع من العملات عادةً حوالي 24.5 ملم، ويبلغ وزنه نحو 2.1 غرام.

- وهناك نوع من عملات كاش وو تشو يحتوي على رمز قديم فوق الثقب، وهو خط عمودي قصير يتقاطع معه خط أفقي أطول، ويُشبه حرف «T» مائلًا. ويُعتقَد أن هذا الرمز يُمثّل الرقم «ستة» في النظام العصوي القديم. ويبلغ قطر هذا النوع نحو 22.6 ملم، ووزنه نحو 1.9 غرام.
- ويوجد أيضًا نوع من عملات كاش وو تشو يحتوي على الرقم العصوي القديم «ستة» أسفل الثقب المربّع في الوجه الخلفي. ويبلغ قطر هذه العملة نحو 23 ملم، ووزنها حوالي 1.7 غرام.
- وتوجد فئة من عملات كاش وو تشو يظهر فيها رقم عصوي قديم فوق الثقب المربّع، بشكل بارز عن سطح العملة، ويتكوّن من خط أفقي وفوقه ثلاثة خطوط عمودية. وهذا يُمثّل الرقم «ثمانية» (8) في النظام العصوي القديم. وتتميّز هذه العملة أيضًا بوجود نقطتين (يُقصَد بهما «نجمتان» في العملات الصينية القديمة) داخل الحرف «وو» (五) إلى يمين الثقب؛ إحداهما في النصف العلوي، والأخرى في النصف السفلي، ما يُعطي انطباعًا بعينين تنظران إلى الناظر. ولهذا السبب، تُعرف هذه الفئة من عملات أسرة هان الشرقية باسم «تشانغ مينغ وو تشو» (長明五铢). ويبلغ قطرها نحو 21 ملم، ووزنها حوالي 1.4 غرام.

- وهناك سلسلة من عملات كاش وو تشو تظهر فيها رموز صينية قديمة فوق الثقب المربّع، تشبه الأرقام العصوية. ويُشبه هذا الرمز الحرف الصيني «شانغ» (上) والذي يعني «أعلى»، إلا أنّ الخط الأفقي العلوي يكون في الجهة اليسرى بدلًا من اليمنى. وقد افترض غاري آشكينازي أن هذا يُمثّل شكلاً بديلًا لكتابة الرقم «ستة» أو ربما «سبعة» في الأرقام العصوية القديمة، أو قد لا يكون رقمًا على الإطلاق. ويبلغ قطر هذه العملة نحو 23 ملم، ووزنها حوالي 1.7 غرام.
- تحتوي بعض أنواع عملات كاش وو تشو على خطوط بارزة، من بينها نوع معيّن يظهر على وجهه الأمامي خط رأسي بارز فوق الثقب وآخر تحته. ويبلغ قطر هذه العملة نحو 22.5 ملم، ووزنها حوالي 1.8 غرام.
- وتوجد عملة أخرى من عصر أسرة هان الشرقية تحتوي على خط رأسي طويل فوق الثقب المربّع وخط آخر تحته على الوجه الخلفي. وبما أن هذه الخطوط بارزة عن سطح العملة، فهذا يدلّ على أنها صُمّمت ضمن قالب الصب. ويبلغ قطر هذا النوع من العملات نحو 23 ملم، ووزنه حوالي 2 غرام.

- تيان جيان وو تشو: تحتوي العملة على حافة داخلية في وجهها الأمامي. في بداية عهد أسرة ليانغ، كان استخدام النقود محصورًا في العاصمة فقط، بينما استُخدم الحَبّ والقماش في بقية المناطق كوسائل للتبادل التجاري. أما في الجنوب، فكان الناس يتعاملون بالذهب والفضة. ولهذا، صكّ الإمبراطور وو في السنة الأولى من عهد «تيان جيان» (502م) عملات وو تشو تحتوي على حافتين: خارجية وداخلية. كما صكّ نوعًا آخر بلا حافة، يُعرف باسم «العملة الأنثى». وقد تداول الناس النوعين معًا.
- نو تشيان (女錢؛ nǚ qián؛ تعني «العملة الأنثى») هي عملات بلا حافة خارجية.

- عملة وو تشو حديدية: تحمل على وجهها الخلفي أربعة خطوط مشعة من زوايا الثقب المربّع. ويُنسَب هذا النوع إلى الإمبراطور وو من أسرة ليانغ عام 523م. وبحلول عام 535م، شكا التجار في سيتشوان من صعوبة جمع هذه العملات الرخيصة معًا بالخيوط، ومن كثرة العربات اللازمة لنقلها.
- يوجد نوع من عملات كاش وو تشو يحتوي على خطّين عموديين بارزين فوق الثقب المربّع على الوجه الخلفي. ويُقال إنهما يُمثّلان الرقم «اثنان» (二) بالصينية. ويبلغ قطر هذه العملة حوالي 23 ملم، ووزنها نحو 1.7 غرام.

- وهناك نوع آخر من عملات وو تشو يعود إلى عهد أسرة هان، يحتوي على ثلاثة خطوط عمودية فوق الثقب المربّع، وتُشير إلى الرقم «ثلاثة» (三). يبلغ قطر هذا النوع حوالي 25.3 ملم، ووزنه حوالي 2.8 غرام.

- يوجد نوع من عملات وو تشو (五銖) يُشبه النوع السابق ذكره، إلا أنه يحتوي على ثلاث خطوط مائلة أسفل الثقب المربّع في مركز العملة. ويُعتقد أن هذه الخطوط الثلاثة تُمثّل الحرف الصيني "ثلاثة" (三). يبلغ قطر هذا النوع من العملات حوالي 22.5 ملم، ويزن تقريبًا 1.6 غرام.
- كما يوجد نوع من عملات وو تشو (五銖錢) يحتوي على حرف "وو" (五) إضافي، والذي يعني "خمسة"، ويقع فوق الثقب المربّع. هذا الحرف الإضافي ناتئ عن سطح العملة تمامًا كما هو الحال مع الحرفين الموجودين يمين ويسار الثقب، مما يدل على أنه نُقش عمدًا في قالب الصب الأصلي للعملة. يبلغ قطر هذا النوع من العملات نحو 23 ملم، ووزنه 2.2 غرام.
- وهناك أيضًا نوع آخر من عملات وو تشو يحتوي على حرف "وو" (五) إضافي على الجانب الأيسر من الثقب المربّع، لكن هذه المرة على الوجه الخلفي للعملة، ويكون هذا الحرف محفورًا داخل سطح العملة (منقوشًا). قطر هذا النوع يبلغ حوالي 24 ملم ووزنه نحو 1.8 غرام.
- وتوجد عملة أخرى من نوع وو تشو تحتوي على الحرف الصيني "ليو" (六) الذي يعني "ستة"، وقد نُقش هذا الحرف إلى يمين الثقب المربّع، لكنه دُوّر بمقدار تسعين درجة في اتجاه عقارب الساعة. تجدر الإشارة إلى أن هذا الحرف لم يكن جزءًا من قالب الصب الأصلي، بل أُضيف إلى العملة بعد تصنيعها. يبلغ قطر هذه العملة حوالي 23.5 ملم ووزنها عادةً 1.6 غرام.

- يوجد نوع من عملات وو تشو يحتوي على الحرف الصيني "با" (八) والذي يعني "ثمانية"، ويظهر على الوجه الخلفي للعملة محفورًا (منقوشًا) فوق الثقب المربّع. وغالبًا ما يكون الحرف مقلوبًا. يبلغ قطر هذا النوع من العملات حوالي 22.2 ملم ووزنه نحو 1.7 غرام.
- كما يوجد نوع آخر من عملات وو تشو يحتوي على الرقم "تسعة" (九) محفورًا (أو منقوشًا) مباشرة فوق الثقب المربّع. وغالبًا ما توجد أيضًا خط رأسي محفور يمر عبر الحرف الصيني "وو" (五) الموجود على يمين الثقب. يبلغ قطر هذا النوع من العملات حوالي 26.2 ملم ووزنه حوالي 3 غرامات.
- وهناك نوع من عملات وو تشو التي تعود إلى عهد أسرة هان الشرقية، يتميّز بوجود الحرف الصيني "عشرة" (十) بحجم كبير وواضح أسفل الثقب المربّع. يبلغ قطر هذا النوع من العملات حوالي 23 ملم، ويزن نحو 2.6 غرام.
- كما توجد عملة غير اعتيادية من نوع وو تشو تحتوي على الحرف الصيني "عشرة" (十) فوق الثقب المربّع، وتحت الثقب توجد نقطتان تمثّلان "نجمتين". كلٌّ من الحرف والنقطتين ناتئان عن سطح العملة، مما يعني أنهما نُقشا في القالب الأصلي الذي صُبّت به العملة. يبلغ قطر هذه العملة حوالي 24.5 ملم ووزنها يقارب 2.9 غرام.
- ليانغ تشو وو تشو (兩柱五銖؛ liǎng zhù wǔ zhū؛ تعني: «العمودان») تحتوي على نقطة فوق الثقب وأخرى تحته في الوجه الأمامي. ويُنسَب إصدارها إلى الإمبراطور يوان من أسرة ليانغ عام 552م. وكان من المقصود أن تعادل عشر عملات عادية.

- سي تشو وو تشو (四柱五銖؛ sìzhù wǔ zhū؛ تعني: «الأعمدة الأربعة»)، فتحمل نقطتين على الوجهين الأمامي والخلفي. ويُنسَب إصدارها إلى الإمبراطور جينغ من أسرة ليانغ في عام 557م. وقد صُممت في الأصل لتساوي عشرين عملة عادية، لكنها سرعان ما أصبحت تُعادل عملة واحدة فقط. ومع ذلك، فقد عُثر على عملات مشابهة بها نقاط في قبور تعود إلى فترات أقدم.
- تشن وو تشو (陳五銖؛ chén wǔ zhū) لها حافة خارجية سميكة ولا تحتوي على حافة داخلية. الجزء العلوي من عنصر «تشو» مربّع، بينما الجزء السفلي دائري. ويُنسب إصدارها إلى الإمبراطور ون من أسرة تشن في الجنوب، وصُكَّت منذ السنة الثالثة من عهد «تيان جيا» (562م). وكانت العملة الواحدة منها تُعادل عشر عملات صغيرة من نوع «عين الإوزة».

- يوجد نوع من عملات كاش وو تشو من عهد أسرة هان الشرقية يحتوي على شريط قصير أو الحرف الصيني «واحد» (一) موضوع فوق الحرف «وو» (五) على يمين الثقب المربّع. ويبلغ قطر هذه العملة 25.9 ملم ووزنها 2.8 غرام.
- كما يوجد نوع آخر يحمل الحرف «واحد» (一) لكنّه يقع تحت حرف «وو» (五) على الجانب الأيمن من الثقب. ويبلغ قطر هذا النوع 23.3 ملم، ووزنه 1.8 غرام.

- يوجد نوع من عملات وو تشو يحمل على وجهه الأمامي (في أقصى اليسار) الحرف الصيني "واحد" (一) أسفل الحرف "وو" (五). ولكن ما يميز هذه العملة تحديدًا هو أن الثقب في وسطها ليس مربعًا كما هو معتاد في أغلب عملات الصين النقدية، بل له شكل غير منتظم. في العادة، تُعزى هذه الأشكال غير المربعة إلى عدم تدفق البرونز المنصهر بشكل كافٍ داخل القالب، مما يؤدي إلى حدود غير متساوية وخشنة. ومع ذلك، فإن هذه العملة المصنوعة في عهد أسرة هان تُعدّ مصنوعة بعناية، وثقبها غير المربع يبدو منتظمًا جدًا، مما يشير إلى أنه قد صُمم عمدًا. وقد ورد في مقال نُشر سنة 1987 في العدد السابع من مجلة "شانشي للتمويل" (陝西金融) عرض لفركات (رُسُوم مَحَكّية) لعملات وو تشو ذات ثقوب غير معتادة عُثِرَ عليها ضمن كنز نقدي. إحداها تشبه إلى حد كبير هذا النوع، إلا أن بها امتدادًا مربعًا واحدًا فقط يتجاوز حافة الثقب. كما أظهرت المقالة رسومات لعملات نقدية ذات امتدادات مثلثة الشكل بارزة من حدود الثقب الداخلي. وذكر كاتب المقال، حسبما نقل غاري آشكنزي، أن العملات لا تُظهر أي دليل على أنها عُدّلت لاحقًا بعد صبّها، ولم يتمكّن الكاتب من تقديم تفسير مؤكد لمعنى هذه الثقوب أو رموزها. ويُعتقد أن هذه الثقوب قد تكون مقدّمة للثقوب الزهرية أو النجمية (花穿錢) التي أصبحت شائعة خلال عهد أسرة سونغ (960–1279). يبلغ قطر هذا النوع من عملات وو تشو حوالي 26.2 ملم ووزنه نحو 2.5 غرام.
- وهناك نوع آخر من عملات وو تشو يحمل الحرف الصيني "واحد" (一)، ولكن هذه المرة يظهر فوق الحرف "تشو" (銖) على يسار الثقب المربع. يبلغ قطر هذه العملات حوالي 26.2 ملم ووزنها نحو 2.4 غرام.
- كما يوجد نوع آخر من العملات يظهر فيه الحرف "واحد" (一) أسفل الحرف "تشو" (銖) في الجانب الأيسر من الثقب. يبلغ قطر هذا النوع حوالي 25.8 ملم ووزنه يقارب 2.7 غرام.
- وهناك نوع من عملات وو تشو يحتوي على خطين أفقيين طويلين فوق الثقب المربع، وقد يُمثّلان الحرف الصيني "اثنان" (二). يبلغ قطر هذه العملات حوالي 23.9 ملم ووزنها 2.1 غرام.
- بينما يوجد نوع آخر يحتوي على خطين أفقيين قصيرين فوق الحرف "تشو" (銖) إلى يسار الثقب، ويمثّلان الحرف "اثنان" (二) بشكل مباشر. يبلغ قطر هذه العملات حوالي 23.3 ملم ووزنها نحو 1.8 غرام.
- وفي فترة الأسر الستّ في التاريخ الصيني، صُبَّت أنواع مختلفة من عملات وو تشو، كان بعضها متقن الصنع والبعض الآخر رديئًا. من بين هذه الأنواع، توجد عملة حيث بُسِّطَ الحرف "تشو" (銖) إلى أن ظهر فقط جزءه الأيمن، وهو الحرف "تشو" (朱). والأمر اللافت الآخر في هذه العملة هو وجود خطين عموديين محفورين فوق الثقب، واللذان يُرجّح أن يمثّلا الحرف الصيني "اثنان" (二). يبلغ قطر هذه العملة حوالي 22.3 ملم ووزنها 2.5 غرام.

- توجد عملة نقدية من نوع وو تشو تعود إلى عهد أسرة هان، تحمل خطًا عموديًا قصيرًا أو شُرطة فوق الثقب المربع في مركزها. هذا الرمز قد يُمثّل الرقم الصيني "واحد" (一)، وقد لا يكون كذلك، إذ لا يزال الغرض من وجوده مجهولًا حتى اليوم بالنسبة لعلماء الآثار المعاصرين. يبلغ قطر هذا النوع من العملات حوالي 25.65 ملم، ويزن نحو 2.6 غرام.
- كما يوجد نوع آخر من عملات وو تشو في عهد أسرة هان، تظهر فيه على الوجه الأمامي خطّان عموديان بارزان (تعرف بـ"陽文" بالصينية) فوق الثقب المربع، ويُعتقد أنهما يُمثّلان الرقم الصيني "اثنان" (二). يبلغ قطر هذا النوع حوالي 23.4 ملم ووزنه 2.1 غرام.
- أما عملة يونغ بينغ وو تشو (永平五銖؛ yǒng píng wǔ zhū)، فتتميّز بأن حروفها طويلة ورفيعة، وتُنسب إلى الإمبراطور شيوان من سلالة وي الشمالية، وقد صُبّت في فترة يونغ بينغ (510 م).
- عملة دا تونغ وو تشو (大統五銖؛ dà tǒng wǔ zhū) لها حافة خارجية عريضة، وحافة داخلية موجودة فقط عند الحرف "وو" (五)، كما أن الخطوط المتقاطعة داخل الحرف "وو" مستقيمة. تُنسب هذه العملة إلى الإمبراطور ون من سلالة وي الغربية في فترة دا تونغ (540 م).
- وو تشو الخاصة بسلالة وي الغربية (西魏五銖؛ xīwèi wǔ zhū) تتشابه مع سابقتها، حيث تكون الخطوط المتقاطعة في الحرف "وو" مستقيمة، وتوجد الحافة الداخلية فقط عند الحرف "وو". كانت هذه العملة تُنسب سابقًا إلى سلالة سوي، لكن عُثِرَ على عملات من هذا النوع المميز داخل قبر هوو يي من سلالة وي الغربية (535–556 م).
- وهناك نوع من عملات وو تشو في عهد أسرة هان الشرقية يتميّز بوجود نقطتين واضحتين (أو "نجمتين") على الوجه الأمامي أسفل الثقب المربع. يبلغ قطر هذا النوع نحو 23.3 ملم ووزنه 1.8 غرام.
- كما يوجد نوع آخر من نفس الفترة يحمل ثلاث نقاط (أو "نجوم") أسفل الثقب على الوجه الأمامي، بقطر يبلغ 23 ملم ووزن يبلغ 1.5 غرام.
- وفي إصدار مختلف، تظهر ثلاث "نجوم" على الوجه الخلفي للعملة أسفل الثقب المربع، ويبلغ قطر هذه العملة 23 ملم ووزنها 2 غرام.
- وهناك نوع آخر يحمل أربع نقاط مائلة (تمثّل "نجومًا") على الوجه الأمامي فوق الثقب من الجهة اليسرى. يبلغ قطر هذه العملة حوالي 24.2 ملم ووزنها 2 غرام.

- نوعٌ آخر من عملات وو تشو التي تعود إلى عهد أسرة هان الشرقية يحتوي على خمس نقاط (تُعبّر عن "نجوم") فوق الثقب المربع. يبلغ قطر هذا النوع حوالي 24 ملم ووزنه 2.8 غرام.
- وهناك نوع مشابه آخر من عملات وو تشو لنفس الفترة، تظهر عليه أيضًا خمس نقاط فوق الثقب المربع ولكن بترتيب مختلف. يبلغ قطر هذه العملة 25 ملم ووزنها 2.1 غرام.
- كما توجد عملة من نفس الحقبة تحتوي على خمس نقاط (نجوم) أسفل الثقب المربع على الوجه الأمامي. يبلغ قطر هذا النوع من العملات 23.7 ملم ووزنه 2.4 غرام.
- ومن الأنواع المصقولة جيدًا من عملات وو تشو تلك التي تحمل دائرة أسفل الثقب المربع، تمثل "الشمس". يبلغ قطر هذه العملة 25.2 ملم ووزنها 4.1 غرام.
- بعض أنواع عملات وو تشو تحمل أرقامًا. من بين هذه الأنواع نوع من عهد أسرة هان الشرقية يحتوي على خط أفقي واحد تحت الثقب المربع، يمثل الحرف الصيني "واحد" (一). لم يُنقش هذا الخط أو يُحفر بعد صب العملة، بل كان جزءًا من تصميم القالب، وبارزًا عن سطح العملة تمامًا مثل الحرفين "وو تشو" (五銖). يبلغ قطر هذا النوع 26.4 ملم ووزنه 3.1 غرام.
- وو تشو سوي (随五銖؛ suí wǔ zhū) يتميّز بأن الحرف "وو" فيه يُشبه شكل الساعة الرملية، وتوجد الحافة الداخلية فقط بجانب حرف "وو". صُكَّت لأول مرة في عهد الإمبراطور ون سنة 581 م. وبعد إصدار هذه العملات، أمر الإمبراطور في سنة 583 م كل المناطق الحدودية بتسليم 100 قطعة نقدية كنموذج، ثم في السنة التالية أصدر مرسومًا صارمًا يحظر تداول العملات القديمة، ويقضي بأن المسؤول الذي يخالف هذا القرار يُغرَّم نصف راتبه السنوي. وكان وزن 1,000 قطعة يساوي 4 جين و2 ليانغ. وقد مُنحت امتيازات سك العملة لعدة أمراء من العائلة الإمبراطورية في تلك الفترة.
- وو تشو البيضاء (白錢五銖؛ bái qián wǔ zhū؛ "العملة البيضاء") نُقشت عليها نفس الكتابة التقليدية، إلا أن لونها الأبيض يعود إلى إضافة الرصاص والقصدير إلى السبيكة، وقد أصبح ذلك رسميًا ابتداءً من عام 585 م.
- وو تشو الحَلَقيّة (綖環五銖؛ yán huán wǔ zhū؛ "الحلقة/الخيط الدائري") هي عملة وو تشو قُطِعَ الجزء الأوسط منها لتكوين قطعتين نقديتين.
- بعض عملات وو تشو صُكت بنقوش مقلوبة، مشابهة لعملات "بان ليانغ". ففي العادة، يظهر حرف "وو" (五) على الجانب الأيمن للعملة وحرف "تشو" (銖) على الجانب الأيسر، أما في هذه النسخ ذات النقش المقلوب، فيظهر "وو" على الجانب الأيسر و"تشو" على الجانب الأيمن. وتُعرف هذه الظاهرة بالصينية بـ chuán xíng (傳形)، وما زال السبب أو المعنى الكامن وراء هذا التبديل غير معروف حتى اليوم.بعض أنواع عملات وو تشو تحتوي على نقاط أو "نجوم". من هذه الأنواع:

- نوع يحتوي على نقطة مشكَّلة بشكل جيد تقع فوق الزاوية العلوية اليسرى من الثقب المربع. وتمتاز هذه النقطة بذيل صغير يجعلها تشبه "نجمة شهاب". يبلغ قطر هذا النوع 25.7 ملم ووزنه 3.2 غرام.
- نوع آخر مبكر يحتوي على نقطة (أو "نجمة") فوق حرف "وو" (五) على يمين الثقب المربع. يبلغ قطر هذه العملة 25.8 ملم ووزنها 2.4 غرام.
- هناك نوع آخر يحمل نقطة كبيرة أسفل الحرف "وو" (五) على يمين الثقب المربع. يبلغ قطر هذه العملة 21.6 ملم ووزنها 1.4 غرام.
- هناك عملة وو تشو تحمل نقطة كبيرة تحت الثقب المربع، ولا تحتوي على حافة خارجية، لذلك تُعرف باسم "وو تشو الرسمية للإناث" (公式女銖؛ Gōngshì Nǚqián)، وصُكّت خلال عهد السلالات الجنوبية (420–589 م)، تحديدًا في عام 502 م على يد الإمبراطور وو من أسرة ليانغ. يبلغ قطرها 22.5 ملم ووزنها 1.4 غرام.
- خلال عهد أسرة هان الشرقية (25–220 م) صُكت عملة وو تشو تحتوي على "نجمة" تحت الثقب المربع، وفي بعض النسخ تأخذ النقطة شكلًا مثلثًا. يبلغ قطر هذا النوع 25.8 ملم ووزنه 2.7 غرام.
- هناك عملة تحمل نجمة واحدة على ظهرها تقع يسار الثقب المربع وبالقرب من الحافة. يبلغ قطرها 26 ملم ووزنها 3.1 غرام.
- هناك عملة تحتوي على نقطة مثلثة كبيرة فوق الثقب المربع، وتحت الثقب توجد نقطة دائرية أصغر لكنها مشكَّلة بشكل جيد. يبلغ قطر هذه العملة 22 ملم ووزنها 1.8 غرام.
- هناك نوع معروف من عملات وو تشو في عهد هان الشرقية يُسمى "وو تشو طويلة الضوء" (長明五銖؛ Cháng Míng Wǔ Zhū)، ويتميّز بوجود نقطتين داخل الحرف "وو" (五) مما يجعل الحرف يبدو كأنه يملك عينين تنظران إليك. قطر هذا النوع 23.7 ملم ووزنه 1.7 غرام.
- هناك عملة تحتوي على نقطتين واضحتين على وجهها الأمامي فوق الثقب المربع، وإذا دُققت الملاحظة، فسنجد أيضًا على ظهرها نجمتين على يسار الثقب. يبلغ قطر هذا النوع 22.6 ملم ووزنه 2.3 غرام.
- وو تشو ذات الحافة المنحوتة (鑿邊五銖؛ Záo Biān Wǔ Zhū)، وهي الجزء الداخلي من عملة وو تشو، حيث أُزيل الجزء الخارجي لصنع حلقة خيطية. وتُظهر القوالب الباقية أن بعضها صُك بهذه الطريقة بالفعل.
- عين الإوزة (鵝眼؛ É Yǎn) أو عين الدجاجة (雞目؛ Jī Mù)، هي تسميات أُطلقت على بعض أنواع عملات وو تشو الصغيرة الحجم ذات النقوش الحادة. وقد وُجدت هذه الأنواع في مقابر أسرة هان الغربية التي تعود إلى الفترة من 73 إلى 33 قبل الميلاد.
- هناك عملات صغيرة لا تحتوي على أي نقوش. تُنسب تقليديًا إلى دونغ تشوو (董卓؛ Dǒng Zhuō) الذي استولى على الحكم في عام 190 م وذوّب تسع تماثيل ضخمة من عهد تشين لصك النقود. ومع ذلك، يُرجّح أنها صُكّت أيضًا في فترات أخرى.[32]

## قوالب عملات وو تشو (معرض)

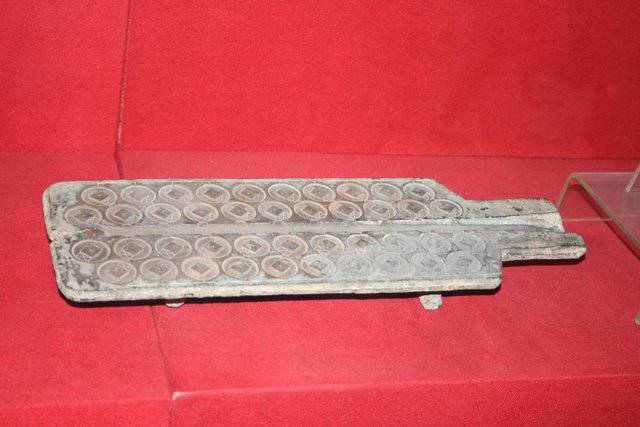
صورة فوتوغرافية للأستاذ جاري لي تود (أستاذ التاريخ، جامعة SIAS الدولية ، شينتشنغ، خنان ، الصين )
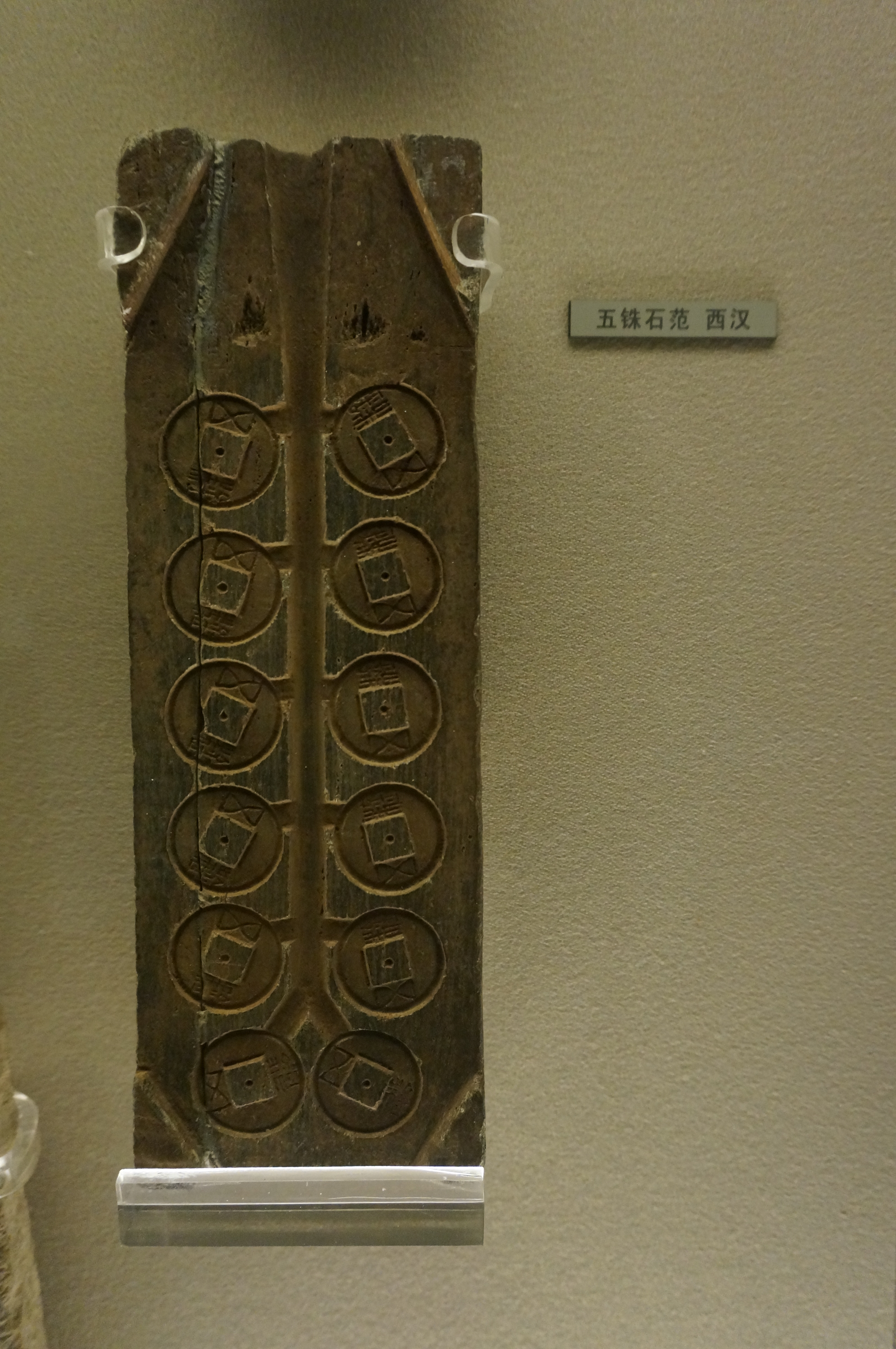
متحف شنغهاي .
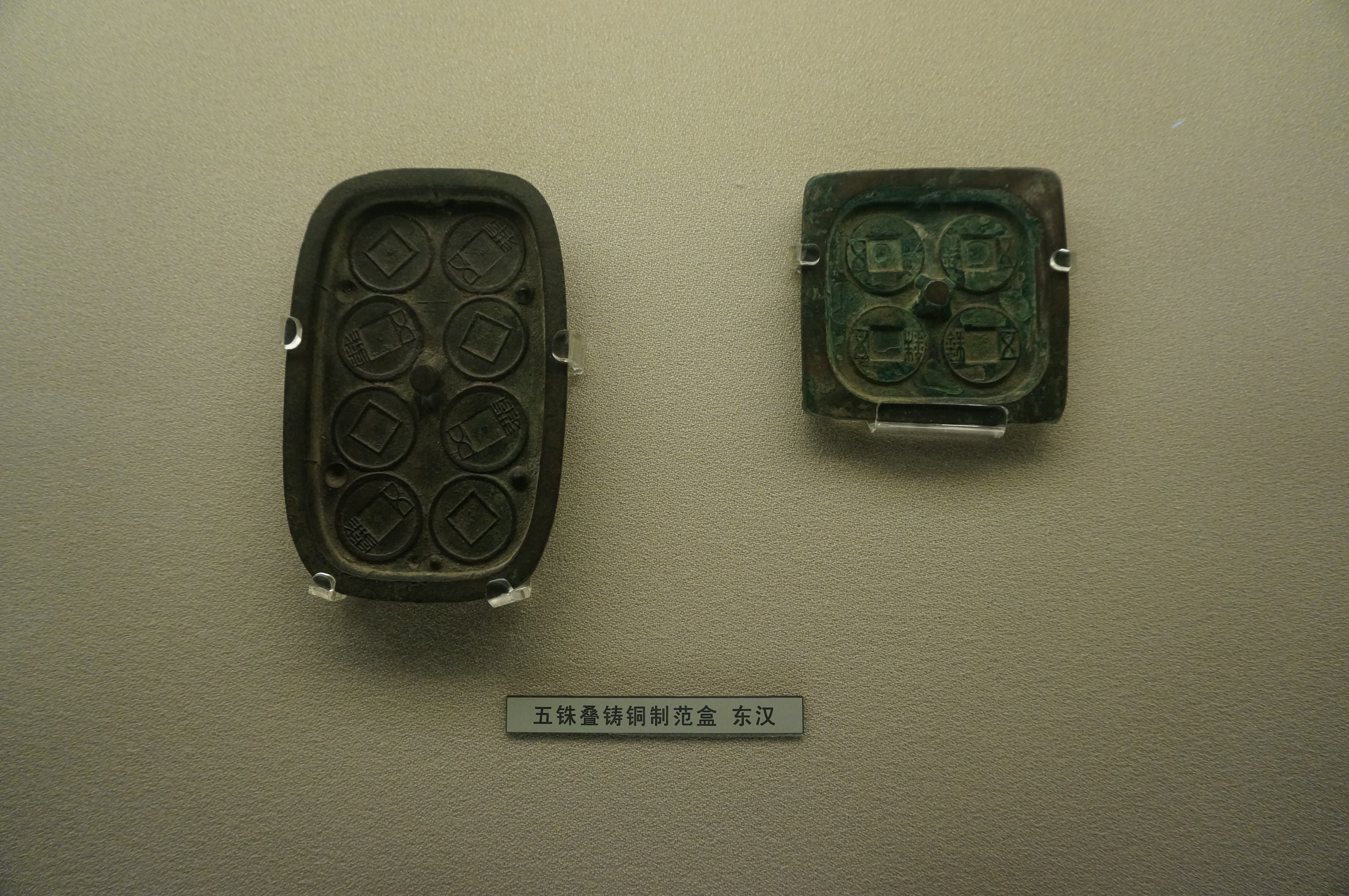
متحف شنغهاي.
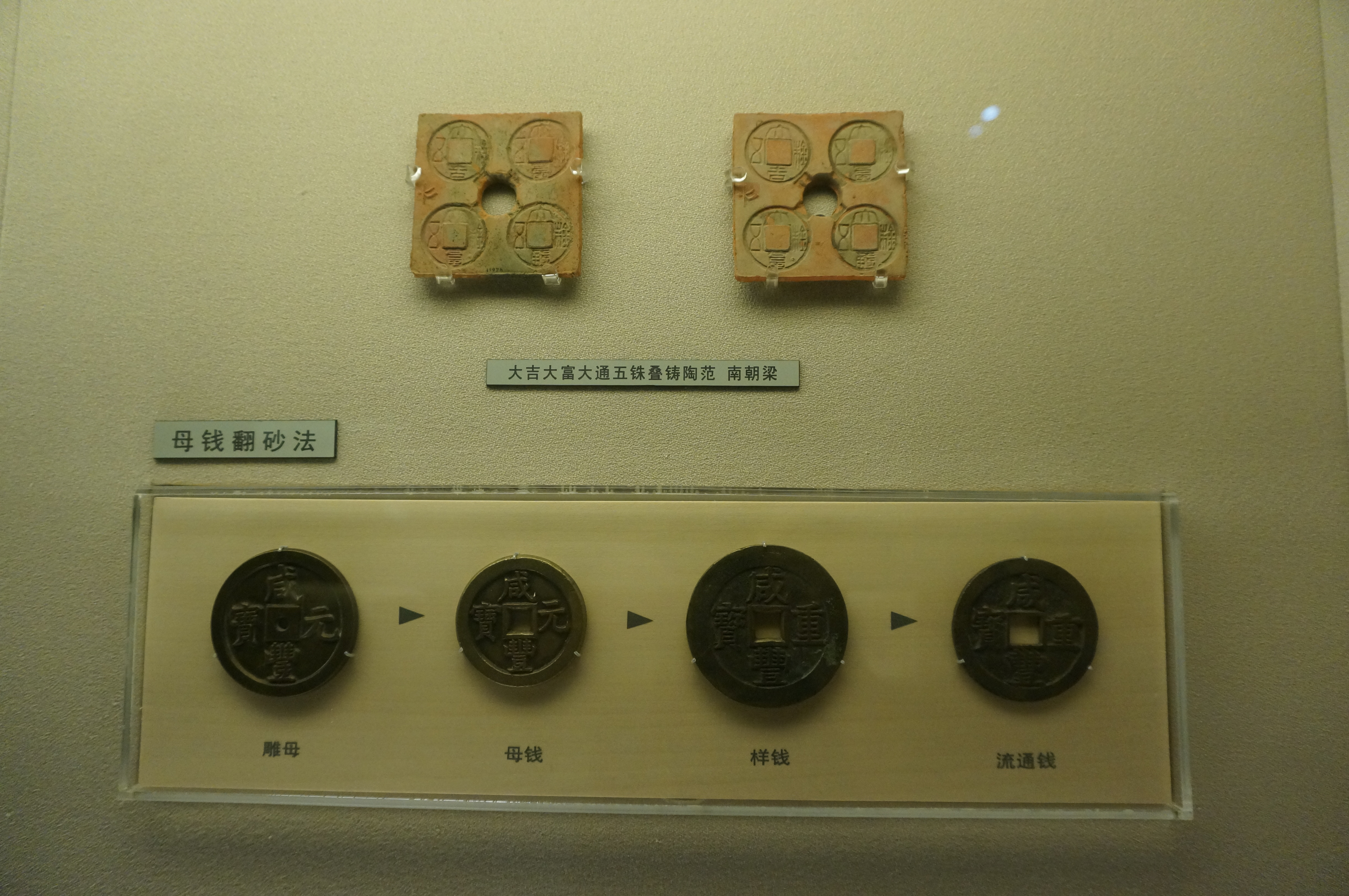
متحف شنغهاي.
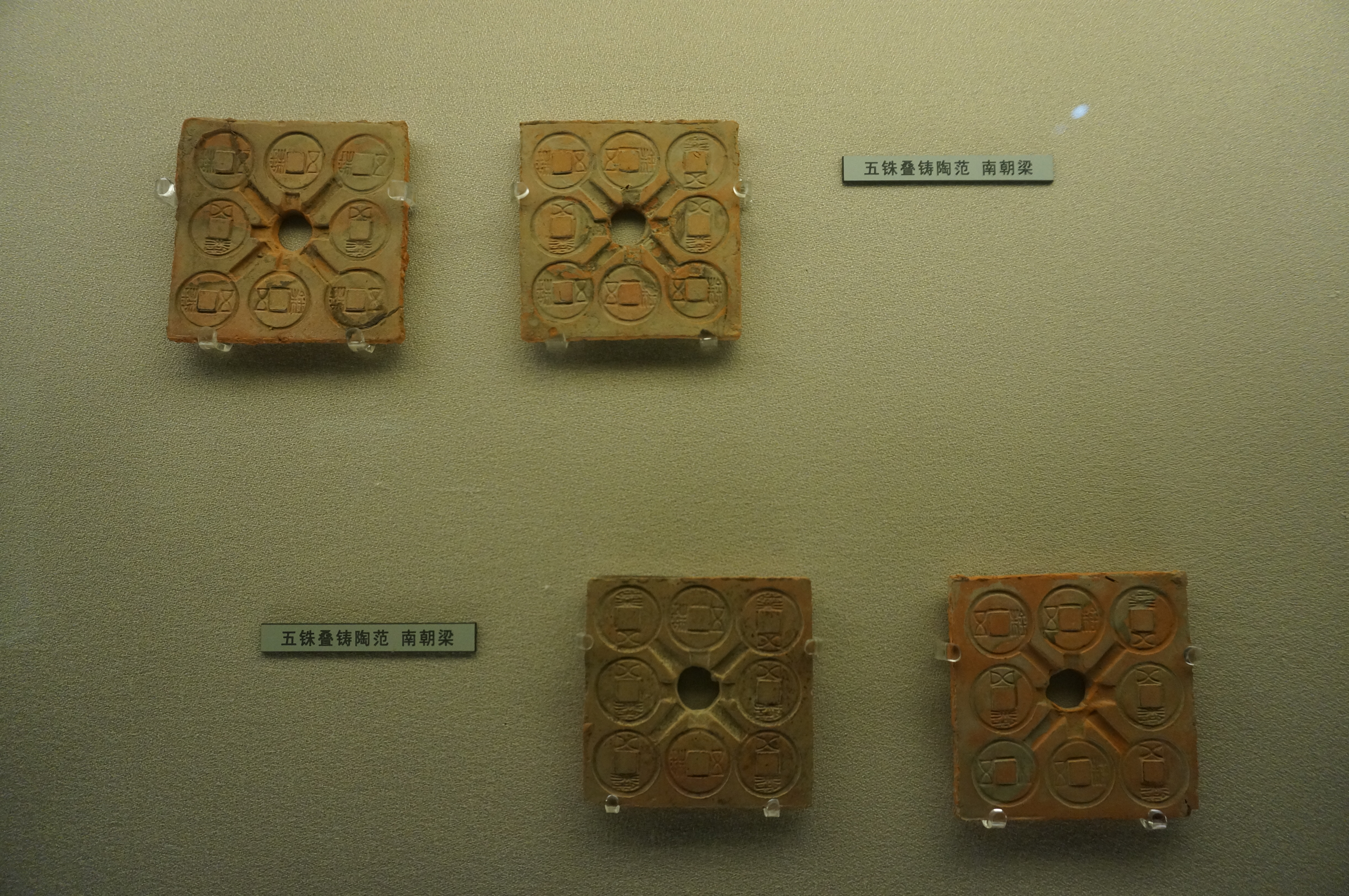
متحف شنغهاي.